# Roman Dmowski
Roman Stanisław Dmowski (ur. 9 sierpnia 1864 w Kamionku, zm. 2 stycznia 1939 w Drozdowie) – polski polityk, publicysta polityczny, mąż stanu, minister spraw zagranicznych, poseł na Sejm Ustawodawczy II Rzeczypospolitej, poseł II i III Dumy Państwowej Imperium Rosyjskiego. Pośmiertnie odznaczony Orderem Orła Białego.
Współzałożyciel Narodowej Demokracji (endecji, ruchu narodowego), główny ideolog polskiego nacjonalizmu. Polski działacz niepodległościowy, związany z ruchem neoslawistycznym, postulujący w pierwszym etapie zjednoczenie wszystkich ziem polskich i uzyskanie autonomii w ramach Imperium Rosyjskiego, a później odzyskanie niepodległości w oparciu o sojusz z Rosją i ententą, w opozycji do Niemiec.
Jak wielu Polaków, Dmowski idealizował Zachód i jego instytucje polityczne i społeczne. Wyobrażał też sobie, że Polska odrodzona wprowadzi je u siebie. Koncepcja prorosyjska zdaniem Dmowskiego wynikała z przekonania, że spośród wielkich sąsiadów Polski to Niemcy, a nie Rosja są bardziej niebezpieczne dla Polski, oraz opierała się na wykorzystaniu momentu nasilenia się trudności wewnętrznych Rosji. Pogląd ten wyrastał z dziewiętnastowiecznej polskiej tradycji nakazującej uważać Polskę za placówkę Zachodu, okupowaną przez wschodnie barbarzyństwo (rosyjskie, przyp. red), a poprzez swój opór i walkę zasłaniającą sobą świat ludzi wolnych przed naporem cywilizacji przymusu i nakazu. Podzielając pogląd o odmienności kulturowej Rosji i Zachodu, jak i o antagonistycznym charakterze różnic dzielących oba światy, Dmowski widział w ziemiach polskich nie tyle placówkę Zachodu, ile pole bitwy.
Pod koniec I wojny światowej stał na czele Komitetu Narodowego Polski, który był uznany przez państwa Ententy za namiastkę rządu polskiego na emigracji i przedstawicielstwo interesów Polski. Delegat Polski na konferencję paryską w 1919 i sygnatariusz traktatu pokojowego w Wersalu. Zagorzały przeciwnik polityczny Józefa Piłsudskiego i jego projektu tworzenia państwa federacyjnego – wizji wielowyznaniowej i wielonarodowościowej Polski, twórca inkorporacyjnej koncepcji państwa narodowego, zakładającej polonizację ludności niepolskiej. Jeden z ojców niepodległej Polski.

## Życiorys

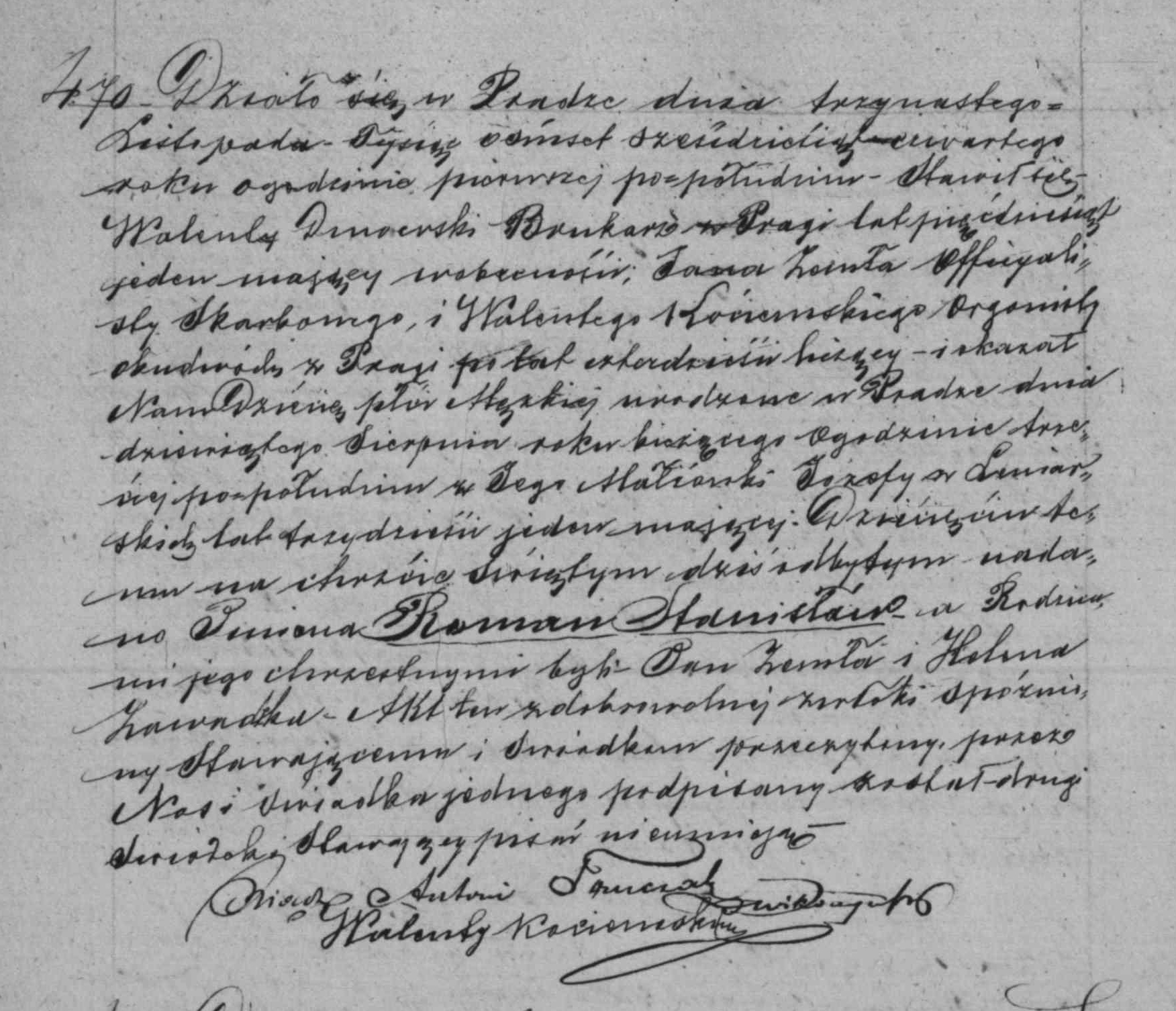
Akt urodzenia Romana Dmowskiego

Urodził się w 1864 roku we wsi Kamionek pod Warszawą (obecnie Praga-Południe), w ubogiej rodzinie drobnoszlacheckiej, która pieczętowała się herbem Pobóg.

### Rodzina

#### Przodkowie
Pradziadkiem Romana miał być człowiek o imieniu Erazm.
Dziadek Romana, Kazimierz (1770-1828) zamieszkał pod Warszawą i został wójtem gminy Kamion (obecnie Kamionek). Kazimierz brał udział w insurekcji kościuszkowskiej.
Ojciec Romana, Walenty (1814-1884) był robotnikiem brukarskim na Pradze, następnie właścicielem niewielkiej firmy brukarskiej oraz dzierżawcą jezior Skaryszewskiego i Gocławskiego. Matka Romana, Józefa z Lenarskich (1833-1914), pochodziła z drobnej szlachty mazowieckiej (jednak już w XVIII w. utraciła szlachectwo z powodu zajęcia się garbarstwem). Rodzice Dmowskiego wzięli ślub 5 października 1856 w kościele Matki Bożej Loretańskiej w Warszawie.

#### Rodzeństwo
Roman miał trzech braci: Juliana Walentego (1857-1918), Wacława (1858–1936) i Józefa (1863-1863) oraz trzy siostry: Emilię Henrykę (1861-?), Mariannę Janinę (1866-1884) i Jadwigę Teresę (1869-1896).

### Dzieciństwo i młodość

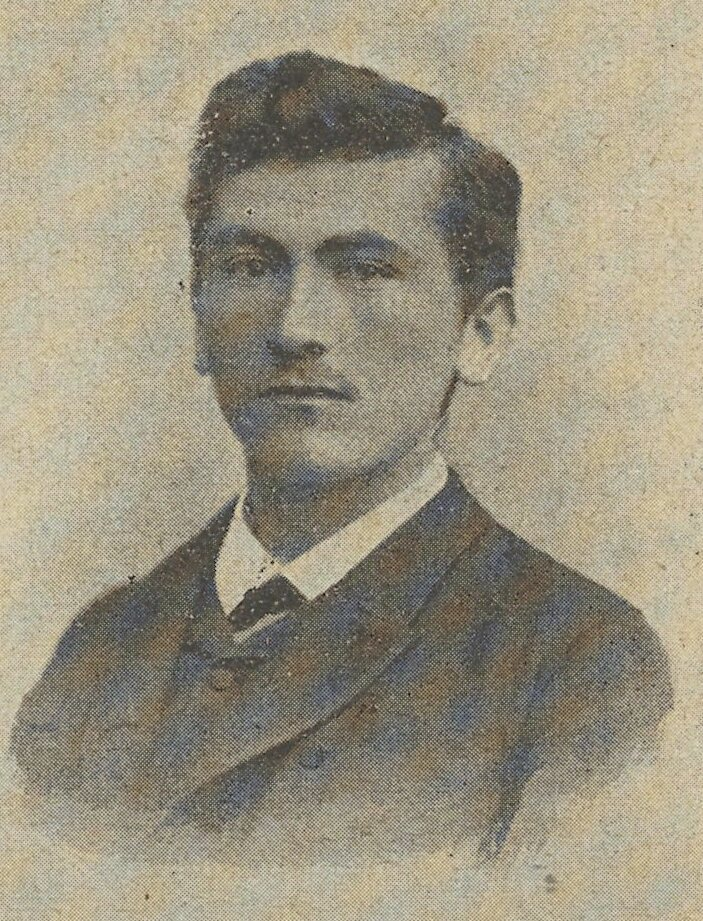
Roman Dmowski w młodości

W pierwszych latach życia często chorował. W 1875 roku rozpoczął naukę w III Gimnazjum w Warszawie, które ukończył maturą w 1886 r., poprawiał aż trzy klasy. Podczas uczęszczania do szkoły, w wieku 17 lat (1881) założył tajną organizację uczniowską pod nazwą „Strażnica”, której głównym zadaniem był opór przed rusyfikacją, wyrażony w tajnych wykładach z języka polskiego, historii, geografii i literatury polskiej. We wrześniu 1886 roku Dmowski wstąpił na wydział fizyczno-matematyczny Cesarskiego Uniwersytetu Warszawskiego (na sekcję nauk przyrodniczych). Po czterech latach nauki ukończył studia, a po złożeniu rozprawy pt. „Przyczynek do morfologii wymoczków włoskowatych” otrzymał „uczony stopień kandydata nauk przyrodniczych”.

### Narodowa Demokracja
W 1888 roku został członkiem warszawskiego koła organizacji młodzieży patriotycznej „Zet”, a potem „starszym” Koła Braterskiego „Zet-u”. W grudniu 1889 roku został przyjęty do Ligi Polskiej, skupiającej działaczy zarówno na ziemiach polskich, jak i na emigracji. Około 1890 roku rozpoczął współpracę z tygodnikiem „Głos”, gdzie poznał Jana Ludwika Popławskiego, z którym do końca życia się przyjaźnił. Od listopada 1891 do sierpnia 1892 roku studiował w Paryżu. W kwietniu 1893 roku dokonał wraz z kilkoma innymi działaczami przewrotu w Lidze Polskiej i stworzył Ligę Narodową, na czele której stanął. W sierpniu tegoż roku, za współorganizowanie manifestacji narodowej w setną rocznicę Konstytucji 3 Maja, Dmowski po 4 miesiącach aresztu w Cytadeli został zesłany poza obszar Kongresówki, do Mitawy. W lutym 1895 roku uciekł stamtąd i osiadł we Lwowie, gdzie objął redakcję dwutygodnika „Przegląd Wszechpolski” oraz współtworzył Stronnictwo Narodowo-Demokratyczne. W 1896 roku na Zjeździe Rady Głównej Ligi Narodowej w Budapeszcie wszedł w skład Rady Głównej Ligi Narodowej. Członek korespondent Towarzystwa Muzeum Narodowego Polskiego w Rapperswilu od 1897 roku. W 1901 roku wrócił do kraju i zamieszkał w Krakowie. W 1902 r. ukazywał się w „Przeglądzie Wszechpolskim” cykl jego artykułów pt. Myśli nowoczesnego Polaka. Natomiast rok później wydał książkę Myśli nowoczesnego Polaka, będącą – jak sam po latach stwierdził – „wyznaniem wiary narodowej”. W 1905 roku przeniósł się do Warszawy.
W okresie rewolucyjnym 1904–1906 wystąpił przeciw antyrosyjskiej akcji rewolucyjnej polskich socjalistów Uważał, że sprawy polskiej nie należało łączyć z interesem rosyjskich rewolucjonistów, których cel działania nie był zbieżny z ideą niepodległej Polski. W połowie maja 1904 roku Dmowski dotarł do Tokio, aby przekonać tamtejszy rząd, że polskie powstanie antyrosyjskie (propagowane przez Piłsudskiego) w Kongresówce byłoby dla Polaków szkodliwe, a Japończykom także by nie pomogło. W listopadzie 1905 roku Dmowski złożył rosyjskiemu premierowi Sergiuszowi Witte memoriał stwierdzający iż Narodowa Demokracja zobowiązuje się zdławić rewolucję i przywrócić porządek społeczny. Wysunięcie hasła autonomii w ramach monarchii rosyjskiej miało na uwadze zamanifestowanie wobec społeczeństwa polskiego, że endecja jako siła opozycyjna wobec rządu broni interesów ogólnonarodowych bez stosowania metod rewolucyjnych. Wobec caratu była to oferta zapewniająca gotowość do rozprawienia się z ruchem społecznym w Polsce w zamian za przyznanie Królestwu ograniczonej autonomii, samorządu wiejskiego i miejskiego oraz spolszczenia szkół i urzędów. Nie skorzystał z niej jednak rząd rosyjski. Dla absolutyzmu carskiego nie wchodziła bowiem w rachubę żadna autonomia - lokalna czy narodowa, by nie stwarzać precedensów, które wzmogłyby tendencje odśrodkowe i dążenia narodowowyzwoleńcze. W głównej mierze jego zasługą było uzyskanie przez endecję zdecydowanie dominującej pozycji w życiu politycznym Królestwa. Reprezentując Ligę Narodową wziął udział w konferencji stronnictw opozycyjnych i organizacji rewolucyjnych działających w Rosji, odbywającej się w Paryżu w 1904 roku. Przyjęta tam rezolucja mówiła o autonomii Królestwa Polskiego i potrzebie konstytuanty w Warszawie.

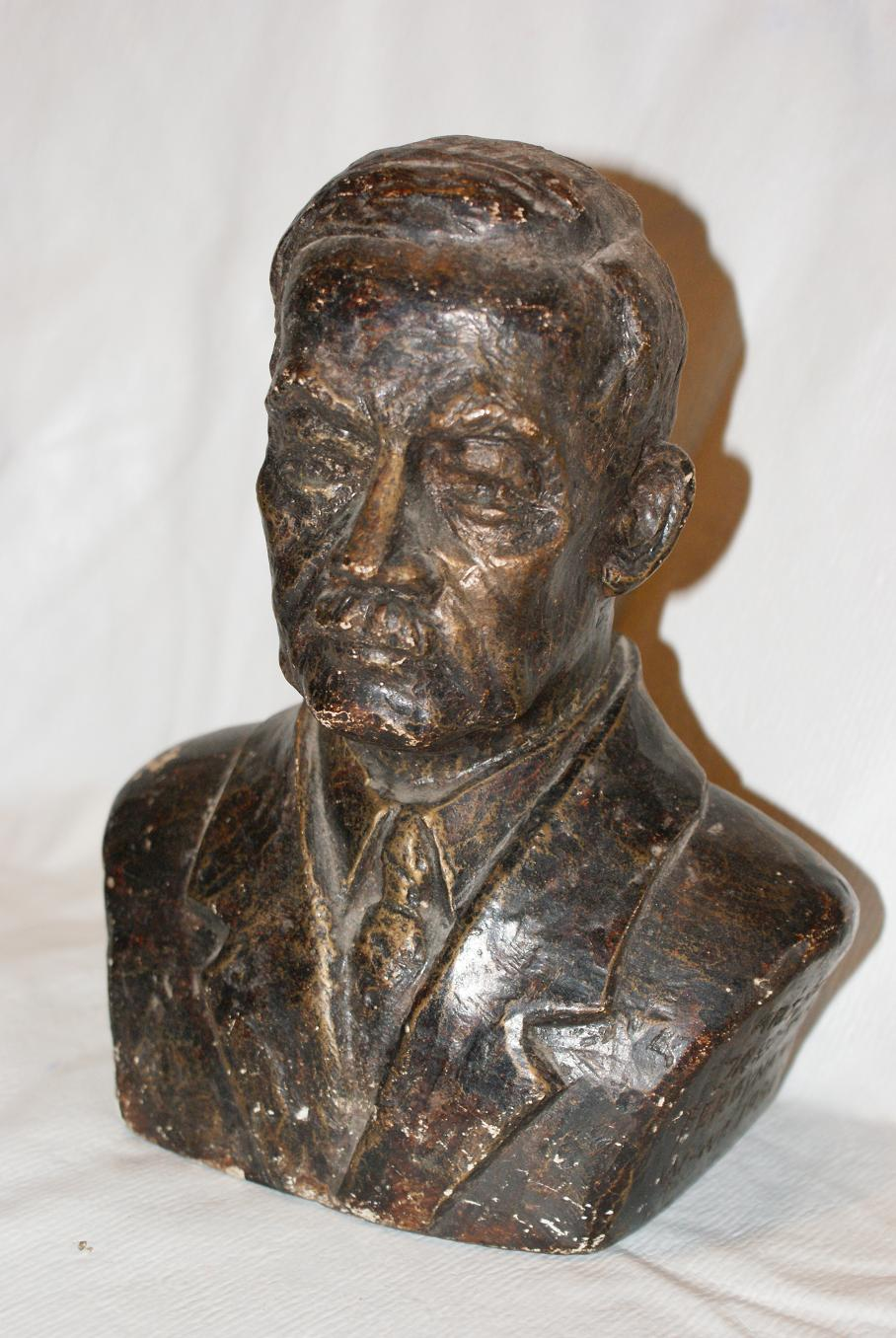
Popiersie Romana Dmowskiego wykonane przez Ferdynanda Jarochę w 1986 roku

W grudniu 1905 roku objął redakcję „Gazety Polskiej”. W lutym 1907 roku został wybrany posłem do rosyjskiej II Dumy, w której został przewodniczącym koła polskiego, i napisał książkę Niemcy, Rosja i kwestia polska, w której przedstawił położenie polityczne Polski i jej zaborców. Główne założenia książki były następujące: największym zagrożeniem dla Polaków były Prusy i ich polityka germanizacji, która doprowadziłaby do „proletaryzacji” narodu polskiego; zaznaczał po drugie, iż dla Prus kwestia istnienia państwa polskiego była kwestią „być albo nie być” Prus. Ponadto tereny zagarnięte przez Prusy należało rozpatrywać jako kolebkę państwowości Polski. Dmowski w książce wskazywał, że dla Rosji i Austrii kwestia polska była wyłącznie problemem lokalnym, podczas gdy dla Niemiec zasadniczą sprawą powiązaną z ich ekspansją w kierunku wschodnim. Z tego względu Dmowski uważał, że Niemcy będą oponować porozumieniu Polaków z Habsburgami i ewentualnym wzmocnieniu pozycji polskiej na terenie Austro-Węgier, a także będą podejmować próby współpracy z Rosją przeciw Polsce. Dmowski zaprezentował pogląd, że Rosja umożliwia polityczne zjednoczenie narodu polskiego zaznając jednocześnie, że „rozwiązanie kwestii polskiej leży w rękach Rosji”. Dodatkowo stwierdził on, że nie chodzi mu o Kresy, lecz jedynie o tereny Królestwa Kongresowego.
Roman Dmowski, zgodnie z programem wszechpolskim, uważał, że sprawę Polski należy łączyć z przymierzem francusko-rosyjskim przeciw Niemcom. Obawiając się, że Rosja wciąż jest niezdecydowana pomiędzy Berlinem a Londynem, Dmowski starał się przekonać Rosję o swej i Polaków lojalności do Imperium Rosyjskiego. Uczynił to, stając po stronie ruchu neoslawistycznego, którego głównym założeniem była wspólna obrona narodów słowiańskich przed ekspansją Niemiec oraz przekształcenie Austro-Węgier w federację narodów słowiańskich. Czyniąc to zamierzał przenieść dialog z poziomu polsko-rosyjskiego na międzynarodowy podczas Zjazdu Słowiańskiego w Pradze, co zmusiłoby Rosjan do traktowania Polaków jako równorzędnego partnera. Jednakże jego wysiłki spotkały się z nikłym odzewem ze strony rosyjskiej. W samym kraju wielu Polaków było zszokowanych jego postawą i prorosyjskim nastawieniem, co spowodowało, że wówczas z Ligi Narodowej odeszło około 20% członków, a wiele pobocznych organizacji zerwało z nią kontakty. Sami Rosjanie zaś zażądali zgody na odłączenie od Królestwa Kongresowego regionu Chełmszczyzny i włączenie do cesarstwa w zamian za znikome zwiększenie autonomii. Także i inne działania rządu rosyjskiego wskazywały wyraźnie, że apele Dmowskiego pozostały bez odpowiedzi. Ponownie wybrany do III Dumy w październiku 1907 roku w lutym 1909 roku złożył mandat, gdy został przegłosowany na posiedzeniu partii.
W wyniku serii rozłamów w latach 1907–1911 endecja utraciła wpływ na młode pokolenie, jednak Dmowski zadecydował o utrzymaniu kursu pojednania z Rosją. Częściowo pomagał mu fakt, iż znaczna część społeczeństwa polskiego pod zaborem rosyjskim skierowała swe emocje przeciw Ukraińcom i Żydom. Organizacyjne i wyborcze sukcesy Narodowi Demokraci przeżywali w zaborze pruskim, zakładając swe struktury w 1909 roku w Poznaniu, a w 1911 na Pomorzu. Miejscem niepowodzeń endecji była natomiast Galicja, gdzie przegrywali ze stronnictwem konserwatystów i organizacją Wincentego Witosa.
W owym czasie Dmowski i inni członkowie jego organizacji deklarowali, iż Żydzi szkodzą interesom Polski i Rosji, co doprowadziło do jego porażki w wyborach warszawskich do IV Dumy w 1912 roku. Powodem przegranej było masowe poparcie licznej żydowskiej społeczności Warszawy, która wsparła Jagiełłę, wówczas mało znanego kandydata PPS – Lewicy. W odpowiedzi Dmowski zażądał ekonomicznego bojkotu przeciwko przedsiębiorstwom i zakładom żydowskim.
W dniach 15–19 września 1912 roku Dmowski wraz z przywódcami frakcji polskich w parlamentach państw zaborczych Władysławem Seydą i Stanisławem Głąbińskim wziął udział w tajnym zjeździe w majątku Pieniaki pod Lwowem. Uchwalono wtedy, że w nadchodzącej wojnie Polacy ze wszystkich trzech zaborów poprą stronę przeciwną Niemcom.
W 1913 roku wykładał na zjazdach Rady Głównej Ligi Narodowej w Berlinie, rok później w Wiedniu, gdzie mówił o tym, czym byłoby dla Polski zwycięstwo państw germańskich, a także o istocie ewentualnego zjednoczenia zaborów. Do Warszawy wrócił w czerwcu 1913 roku. Wtedy też napisał książkę pt. Upadek myśli konserwatywnej w Polsce.
Choć endecy nie mogli otwarcie głosić prorosyjskich idei Dmowskiego w Galicji, to wykorzystali fakt powiązania ukraińskich narodowców z Niemcami, by ostrzegać przed proniemiecką polityką Habsburgów i wskazywać Ukraińców jako wrogów Polski. Stawali tu w opozycji do namiestnika Michała Bobrzyńskiego, który był zwolennikiem rozwiązania Austro-Polskiego i pragnął zaangażować Ukraińców do budowy wspólnego frontu antyrosyjskiego.

### I wojna światowa

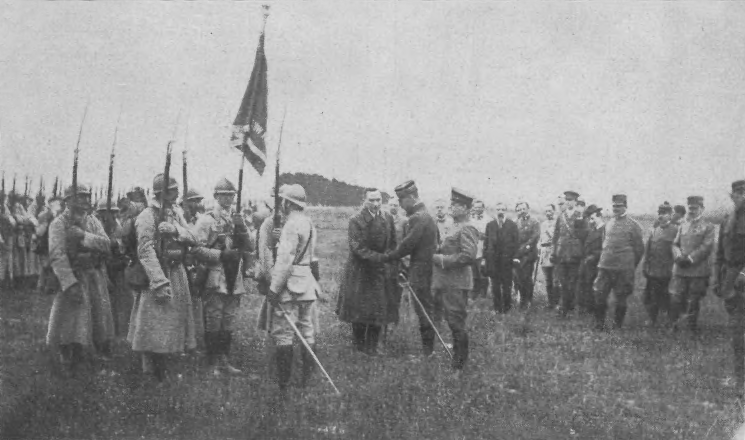
Wręczenie sztandaru żołnierzom Armii Polskiej we Francji

Ostatnie pół roku przed wybuchem wojny poświęcił w całości wielkiej aktywności politycznej, której celem było przygotowanie ruchu narodowego na rychły konflikt zaborców.
Bardzo dobrze przyjął deklarację złożoną 8 sierpnia 1914 roku w Dumie Państwowej przez swojego przyjaciela i posła Wiktora Jarońskiego, dotyczącą solidarności narodu polskiego z Rosją w jej walce z Niemcami. Napisał o niej później: „Nigdy w życiu żaden nasz krok polityczny mię tak nie ucieszył”.
Od wybuchu I wojny światowej konsekwentnie działał na rzecz klęski Niemiec, utworzył w Warszawie Komitet Narodowy Polski, stojący na gruncie manifestu wielkiego księcia Mikołaja Mikołajewicza Romanowa do Polaków z 14 sierpnia 1914. W odpowiedzi na deklarację wodza naczelnego wojsk rosyjskich wielkiego księcia Mikołaja Mikołajewicza Romanowa z 14 sierpnia 1914 roku, podpisał telegram dziękczynny, głoszący m.in., że krew synów Polski, przelana łącznie z krwią synów Rosyi w walce ze wspólnym wrogiem, stanie się największą rękojmią nowego życia w pokoju i przyjaźni dwóch narodów słowiańskich.

Po zajęciu Warszawy przez Niemców wyjechał do Petersburga, gdzie brał udział w pracach komisji polsko-rosyjskiej, mającej ustalić zasady przyszłej autonomii Królestwa. W 1915 roku udał się przez Finlandię i Szwecję na Zachód i rozpoczął akcję na rzecz Polski w stolicach zachodnich państw Ententy. Odbył podróże do Rzymu i Lozanny. W lutym 1916 roku złożył memoriał na ręce ambasadora rosyjskiego w Paryżu – Izwolskiego, w którym po raz pierwszy wysunął niepodległość Polski jako realny plan polityczny – został on negatywnie przyjęty przez stronę rosyjską. Podobnie jak przez Papiestwo którego przedstawiciel pełniący funkcję sekretarza stanu Stolicy Apostolskiej kardynał Pietro Gasparri w rozmowie z nim oświadczył

Polska niepodległa? Ależ to marzenie, to cel nieziszczalny. Wasza przyszłość jest z Austrią.

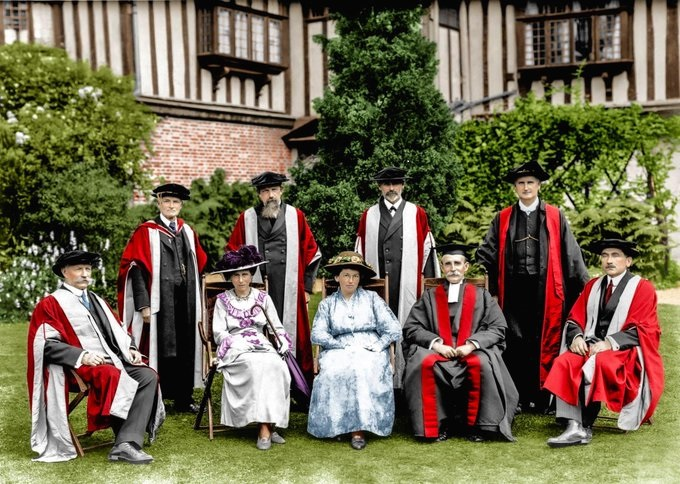
Uroczystość nadania tytułu doktora honoris causa Romanowi Dmowskiemu (pierwszy z prawej) – Uniwersytet Cambridge, 11 sierpnia 1916 r.

11 sierpnia 1916 roku za cykl wykładów, otrzymał doktorat honoris causa na Uniwersytecie w Cambridge.
W lipcu 1917 roku rozesłał czołowym przedstawicielom świata politycznego państw zachodnich memoriał pt. „Problems of Central and Eastern Europe”, w którym sformułował program terytorialny przyszłej niepodległej Polski. W 1917 roku został prezesem utworzonego przez siebie w Lozannie Polskiego Komitetu Narodowego uznanego przez państwa zachodnie za oficjalne przedstawicielstwo narodu polskiego, którego zadaniem było odbudowanie państwa polskiego oraz sprawowanie opieki cywilnej nad Polakami przebywającymi na terenie państw zachodnich. We Francji, z jego inicjatywy, została zorganizowana 100-tysięczna Błękitna Armia, która po przetransportowaniu wraz z pełnym wyposażeniem do Polski, stała się podstawą odradzającego się Wojska Polskiego w trudnym okresie walk o granice.

### Konferencja paryska i traktat wersalski

Polskie postulaty terytorialne na paryskiej konferencji pokojowej (Linia Dmowskiego) na tle mapy etnograficznej regionu i granic Rzeczypospolitej 1772

Na początku 1919 Roman Dmowski został delegatem pełnomocnym Polski na konferencję pokojową w Paryżu. 29 stycznia wygłosił na posiedzeniu Rady Dziesięciu, 5-godzinne exposé dotyczące całości polskich żądań (które sam przekładał od razu na język angielski i francuski, gdyż nie ufał obcym tłumaczom, którzy wcześniej niedokładnie tłumaczyli jego słowa). Zdaniem niektórych komentatorów, zaimponował słuchaczom umiejętnością improwizacji, logiką wywodu i znajomością tematu.
W trakcie konferencji działalność Dmowskiego, równolegle z działaniami powstańczymi i wojennymi w kraju, odegrała kluczową rolę w kształtowaniu granic Polski. Po przyjeździe do Paryża Paderewskiego, który jako premier objął główną rolę w negocjacjach, Dmowski zszedł chwilowo na drugi plan, działając przez jakiś czas w komisji do spraw Ligi Narodów.
28 czerwca 1919 w sali zwierciadlanej Wersalu Dmowski wraz z Paderewskim podpisali traktat wersalski, przywracający formalnie Polskę na mapę Europy. Rokowania te doprowadziły do uznania Polski z Wielkopolską i Pomorzem Gdańskim, nakazania referendum na Warmii, Mazurach i Górnym Śląsku oraz ustanowienia Wolnego Miasta Gdańska. 10 września Dmowski podpisał także traktat pokojowy koalicji z Austrią w Saint-Germain.
Dmowski był zwolennikiem inkorporacyjnej koncepcji wschodniej granicy Polski, pozostającej w opozycji do federacyjnych planów Piłsudskiego. Ostatecznie wizja postulowanych przez Dmowskiego granic w sporej części pokrywała się z granicami II RP. Również, po fiasku koncepcji federalistycznej, ostatecznie zrealizowana została idea inkorporacji ziem wschodnich.

### II Rzeczpospolita

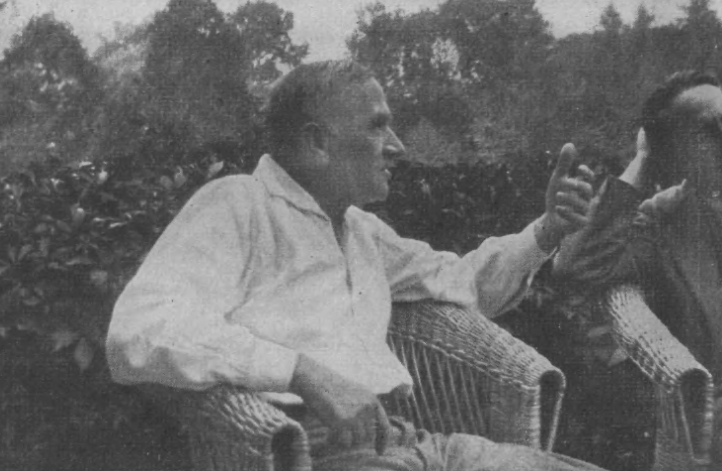
Roman Dmowski w Chludowie, gdzie mieszkał w latach 1922–1934.

Po odzyskaniu przez Polskę niepodległości, w 1919 roku został wybrany posłem na Sejm Ustawodawczy z ramienia Związku Ludowo-Narodowego. Z powodu ciężkiego zapalenia płuc przebywał przez kilka miesięcy w Algierze na kuracji, z której wrócił do Polski w maju 1920 roku. W czasie inwazji bolszewickiej był członkiem Rady Obrony Państwa. Jednakże po burzliwej dyskusji z Naczelnikiem Państwa Józefem Piłsudskim zrezygnował z dalszego uczestnictwa. Odsunął się od aktywnej polityki. W sierpniu 1920 roku, w czasie bitwy warszawskiej, wyjechał do Poznania. Dwa lata później, w początku 1922 kupił resztówkę z majątku Chludowo pod Poznaniem, gdzie mieszkał do 1934 roku. W tym czasie osobiście zajmował się pracami gospodarskimi (rąbanie drewna, doglądanie krów i kur, sadzenie drzew owocowych). Przez swoich pracowników został zapamiętany jako dobry płatnik.
Do aktywnej polityki powrócił jesienią 1923 r., kiedy w drugim rządzie Wincentego Witosa objął tekę ministerstwa spraw zagranicznych, zastępując Mariana Seydę. Dmowski wspomniał, że

Dążeniem mojem jest, aby polityka zagraniczna państwa stanowiła zgodny i zamknięty w sobie system, aby wszystkie jej kroki były wynikiem konsekwentnych założeń ogólnych. W systemie polityki zagranicznej punktem wyjścia są dla mnie dwa fakty. Pierwszy fakt ten, że od niedawna mamy granice, uznane przez mocarstwa i kwestia granic przestała dla nas istnieć. Drugim faktem to nasze położenie wewnętrzne, w którem na pierwszym planie znajduje się potrzeba bronienia naszego skarbu. Z tych założeń wychodząc, uważam, że polityka nasza musi być jak najściślej pokojowa. Wynika to już z faktu, że posiadamy uznane granice, mamy przeto możliwość prowadzenia polityki pokojowej. Chcąc zaś uzdrowić nasz skarb musimy dążyć do zachowania pokoju

Jako minister starał się zadbać o utrzymanie ładu wersalskiego. Dlatego szczególnie przywiązywał wagę do relacji z Francją. Jednakże próbował również polepszyć napięte relacje z Włochami, które uległy pogorszeniu przez niedyplomatyczne wypowiedzi Mariana Seydy wobec włoskiego ambasadora w Polsce Francesco Tommasiniego. Dmowski doprowadził do podpisania polsko-brytyjskiego traktatu handlowego (26.11.1923). Ponadto po napięciach dyplomatycznych z ZSRR, wynikających głównie z niewywiązywanie się przez Sowietów z ustaleń traktatu ryskiego, ostatecznie podpisał notę uznającą państwowość ZSRS (13.12.1923). Dmowski postrzegany był jako partner dla dyplomacji ZSRR. Endecja kierowana przez Dmowskiego była antybrytyjska i antyniemiecka, a w Moskwie doskonale zdawano sobie sprawę z prorosyjskich sympatii Romana Dmowskiego i jego stronników. Ówczesny ambasador ZSRR w Polsce Piotr Wojkow wiedział, że endecja była jedną z najważniejszych sił politycznych Drugiej Rzeczypospolitej i że miała duży wpływ na kierunki polityki wewnętrznej oraz zagranicznej – różnice ideologiczne nie były w tym przypadku przeszkodą. 31 grudnia 1925 roku doszło więc do dwugodzinnego spotkania ambasadora ZSRR w Polsce Piotra Wojkowa z Romanem Dmowskim, którego Wojkow nazwał „niekoronowanym liderem endecji”. Według relacji Wojkowa spotkanie miało bardzo interesujący przebieg, a obaj rozmówcy dokładali wszelkich starań, aby znaleźć łączące ich tematy. Ponadto zacieśniał kontakty z Rumunią, z którą wciąż od 1921 r. istniał sojusz wojskowy. Dodatkowo próbował się porozumieć z Bułgarią i Turcją. Funkcję ministra przestał pełnić, wraz ze złożeniem dymisji z funkcji premiera przez Witosa, którego rząd utracił większość parlamentarną (14.12.1923). Było to jedyne stanowisko rządowe w jego karierze politycznej.
W 1921 roku został patronem i filistrem honoris causa Korporacji Studentów Uniwersytetu Poznańskiego Baltia, a rok później honorowym prezesem Związku Akademickiego Młodzież Wszechpolska. 10 czerwca 1923 roku otrzymał tytuł doktora h.c. Uniwersytetu Poznańskiego w dziedzinie filozofii. W tym okresie prowadził aktywną działalność publicystyczną.
W odpowiedzi na przewrót majowy (1926) Roman Dmowski postanowił zintensyfikować działania na rzecz zjednoczenia ruchów narodowych i katolickich. W grudniu 1926 roku założył Obóz Wielkiej Polski, w którym został prezesem Wielkiej Rady OWP, a następnie w 1928 roku Stronnictwo Narodowe. W międzyczasie napisał wiele książek, między innymi: Kościół, naród i państwo, Świat powojenny i Polska, Dziedzictwo, Zagadnienie rządu, a także Przewrót. W 1927 roku otrzymał nagrodę literacką im. Jana Kasprowicza. Opublikował także cykl artykułów Jak odbudowano Polskę.
Porażka endecji w wyborach parlamentarnych w 1928 r. doprowadziła do powstania Stronnictwa Narodowego (SN). Głównym inicjatorem był Dmowski. Po zdelegalizowaniu przez rząd sanacyjny OWP wzmógł swoją aktywność. Odgrywał decydującą rolę w przemianach organizacyjno-personalnych SN w latach 1934–1935. W 1934 roku ze względów ekonomicznych i z uwagi na pogarszające się zdrowie Dmowski sprzedał swoją posiadłość pod Poznaniem i przeniósł się do Warszawy. Zamierzał napisać wielkie dzieło podsumowujące doświadczenia kultury narodów europejskich, którego ostatecznie nie ukończył – ukazały się jedynie fragmenty. Do końca pozostał niekwestionowanym liderem Narodowej Demokracji.
Od 1929 roku przez dwa lata osobistym sekretarzem Dmowskiego był Jan Chudzik (w 1933 zamordowany w zamachu na mjr. Władysława Owoca).

#### Choroba i śmierć

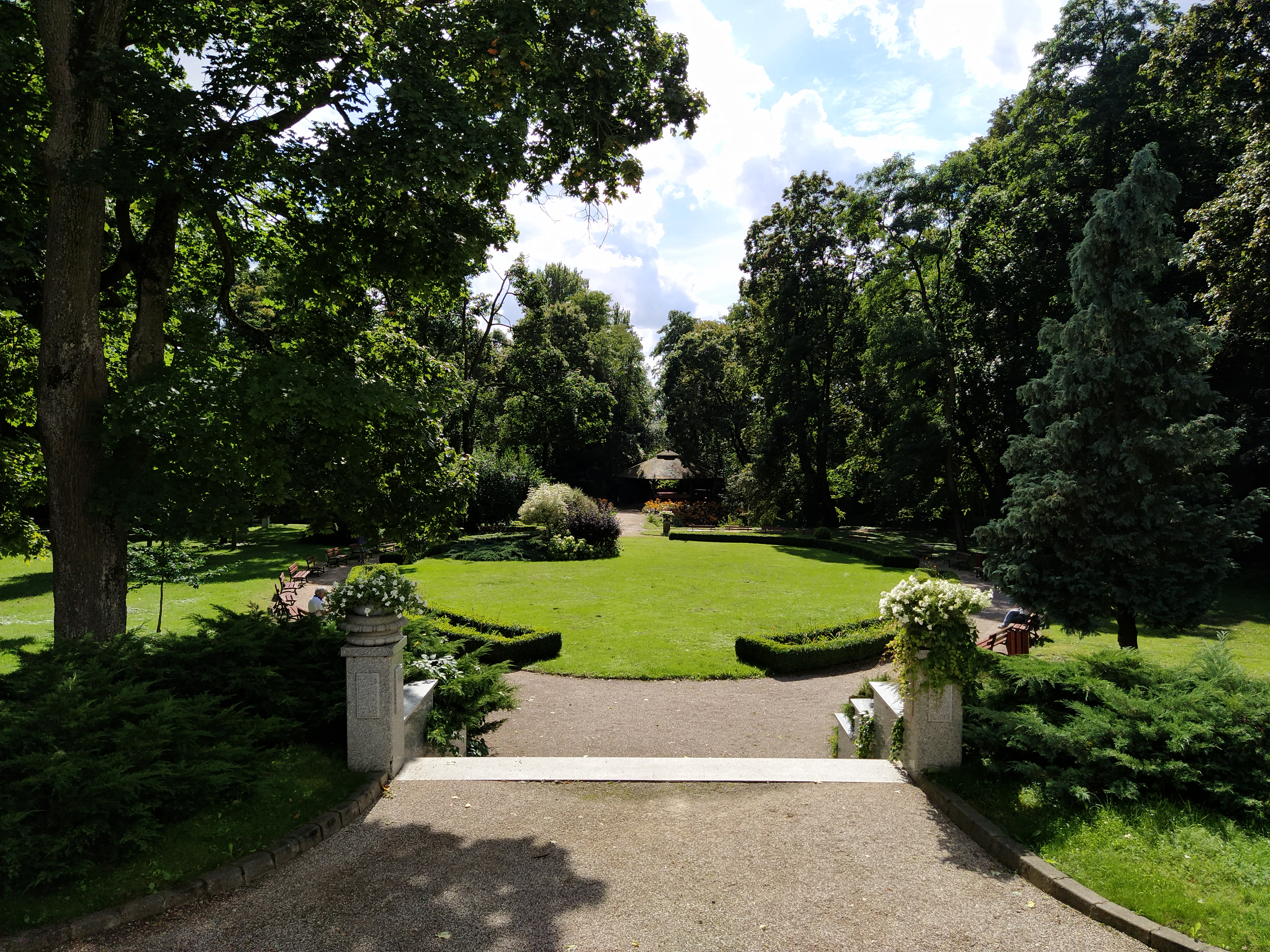
Park w Drozdowie, w którym Dmowski spędził ostatnie lata swojego życia.

Po udarze mózgu, który przeszedł w 1937 roku, zamieszkał u swoich przyjaciół, w majątku dworskim Mieczysława Niklewicza we wsi Drozdowo. Tam od 28 grudnia 1938 przechodził zapalenie płuc, zmarł o godz. 1:05 w nocy z 1 na 2 stycznia 1939 roku w Drozdowie.

##### Pogrzeb

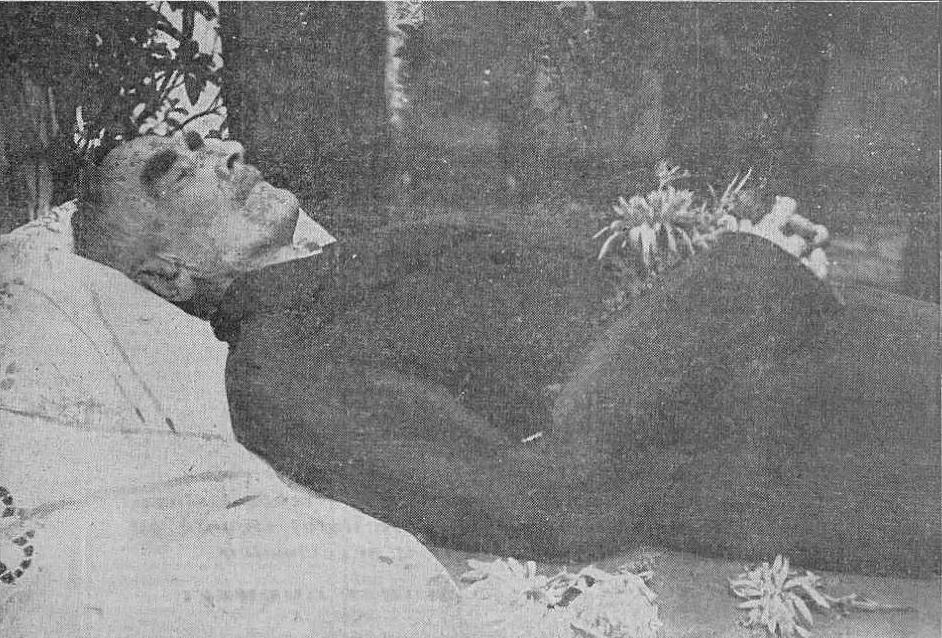
Fotografia pośmiertna (1939)

Władze Stronnictwa Narodowego chciały zabalsamować zwłoki, lecz nie zgodziła się na to rodzina Niklewiczów. Nie zrealizowano również koncepcji pochowania Dmowskiego w katedrze poznańskiej obok Mieszka I i Bolesława Chrobrego, gdyż nie wyraził na to zgody prymas August Hlond. Uroczystości żałobne odbyły się w Drozdowie oraz w katedrze w pobliskiej Łomży.
Dla członków SN ogłoszono sześciotygodniową żałobę. We wtorek 3 stycznia w drozdowskim dworze została odprawiona przez ks. Piotra Krysiaka msza św. Kolejnego dnia przewieziono trumnę do Łomży, gdzie w katedrze nabożeństwu przewodził bp Stanisław Łukomski. Stąd pociąg (z trumną w wagonie-kaplicy) ruszył do Warszawy.

Po przewiezieniu ciała do Warszawy 5 stycznia 1939 uroczystości kontynuowano w archikatedrze warszawskiej, gdzie przez 14 godzin wystawienia trumny z ciałem hołd zmarłemu oddało ok. 150 tys. osób. W tej świątyni 7 stycznia została odprawiona msza św. pogrzebowa przez bp. Antoniego Szlagowskiego, po czym Roman Dmowski został pochowany w grobie rodzinnym na cmentarzu Bródnowskim w Warszawie(kw. 15 A V 2-5). Podczas jego pogrzebu, według źródeł sanacyjnych (nieprzychylnych Dmowskiemu), wzięło udział 100 tysięcy osób. Zdaniem organizatorów, w pogrzebie mogło wziąć udział nawet 200-250 tysięcy osób, co czyniłoby go jedną z największych manifestacji narodowych okresu międzywojennego (samych sztandarów było ponad 1000). Kondukt pogrzebowy prowadził biskup Karol Niemira. Na uroczystościach pogrzebowych pojawił się m.in. były prezydent RP Stanisław Wojciechowski, prezes Stronnictwa Ludowego Maciej Rataj i ambasador Japonii Shuichi Sakoh, zabrakło natomiast przedstawicieli władz sanacyjnych.

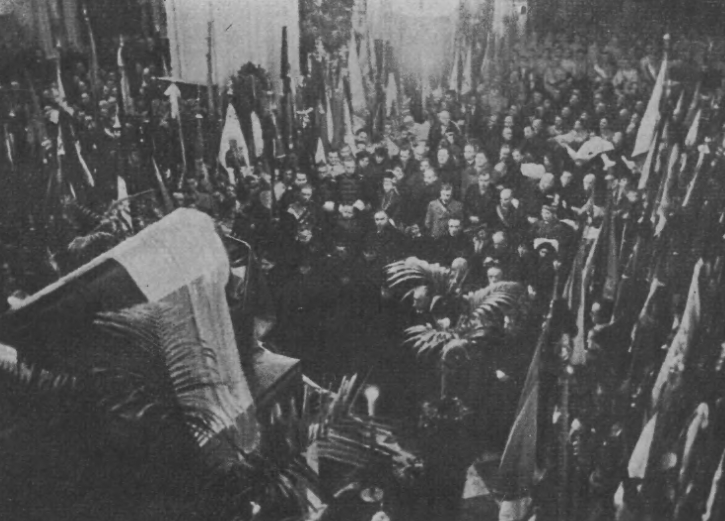
Uroczystości pogrzebowe w Warszawie.
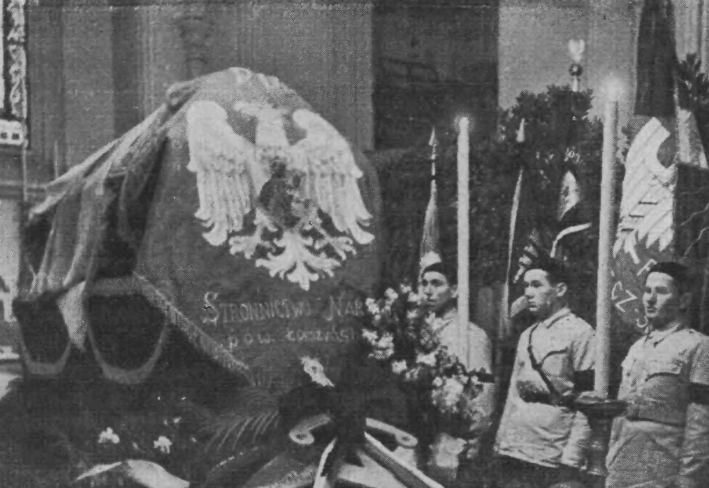
Pogrzeb Romana Dmowskiego w Warszawie.
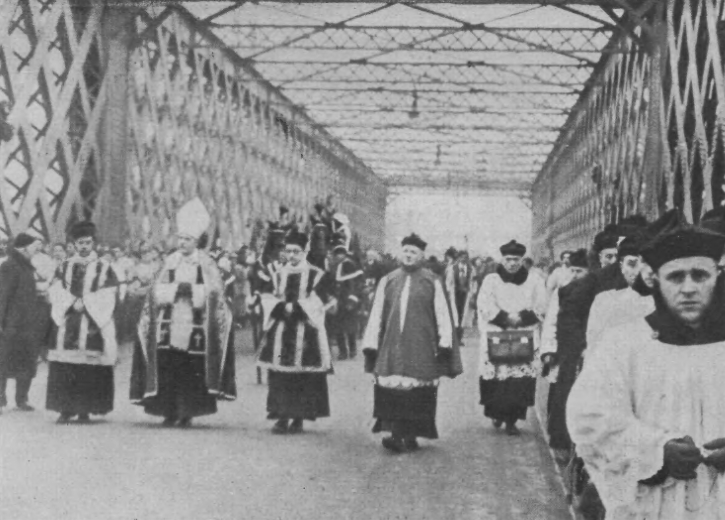
Kondukt na moście Kierbedzia podczas pogrzebu Romana Dmowskiego.
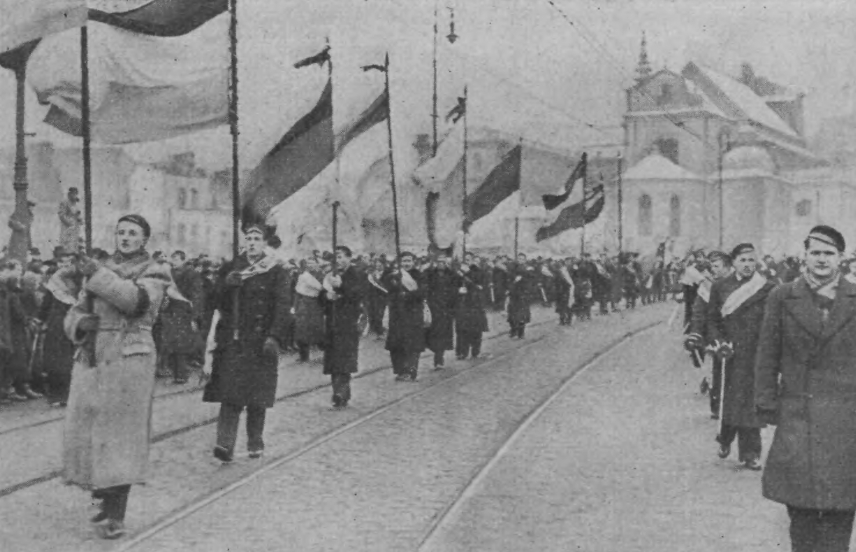
Młodzież akademicka w kondukcie żałobnym na pogrzebie Romana Dmowskiego w Warszawie.
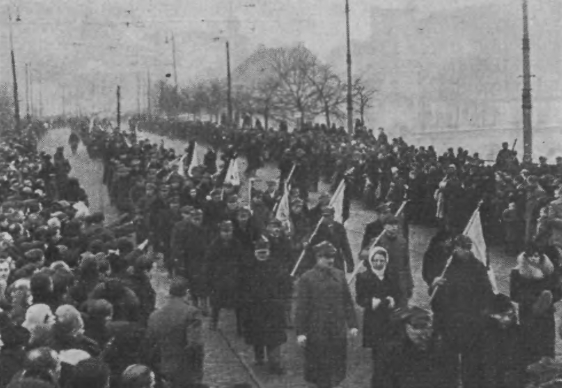
Pochód podczas pogrzebu Romana Dmowskiego w Warszawie.

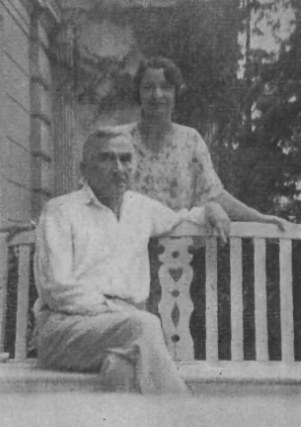
Roman Dmowski ze swą córką chrzestną Krystyną, Chludowo

## Życie prywatne
Dmowski nigdy się nie ożenił. W opinii większości biografów jednym z powodów była nieodwzajemniona miłość do Marii Juszkiewiczowej, późniejszej żony Józefa Piłsudskiego. Rywalizacja z Piłsudskim na tym tle mogła być jedną z przyczyn późniejszych antagonizmów tych polityków.
Z przekonań religijnych Dmowski był deistą i przez całe życie pozostawał obojętny religijnie, jednak na krótko przed śmiercią nawrócił się i postanowił powrócić na łono Kościoła katolickiego. Na łożu śmierci 30 grudnia 1938 odwiedzili go jego przyjaciel bp Stanisław Łukomski, jego kapelan ksiądz Henryk Kulbat, a także ks. prałat Krysiak z Łomży, który udzielił mu sakramentu namaszczenia chorych.

### Podróże

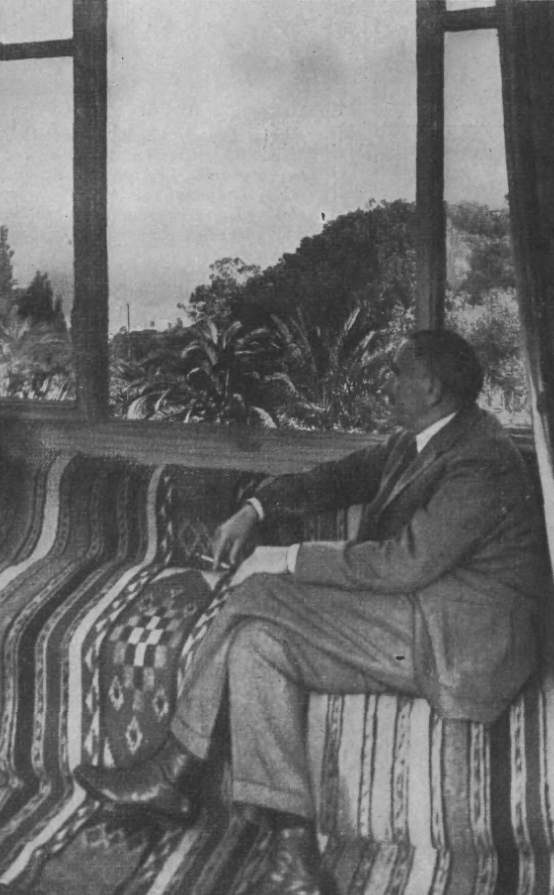
Roman Dmowski w Algierii w 1932 r.

| Rok  | Miejsce       |
| ---- | ------------- |
| 1898 | 🏴󠁧󠁢󠁥󠁮󠁧󠁿 Anglia     |
| 1898 | 🇫🇷 Francja    |
| 1899 | 🏴󠁧󠁢󠁥󠁮󠁧󠁿 Anglia     |
| 1900 | 🇧🇷 Brazylia   |
| 1904 | 🇯🇵 Japonia    |
| 1913 | 🇫🇷 Algieria   |
| 1920 | 🇫🇷 Algieria   |
| 1932 | 🇫🇷 Algieria   |
|      | 🇨🇭 Szwajcaria |

## Poglądy Dmowskiego

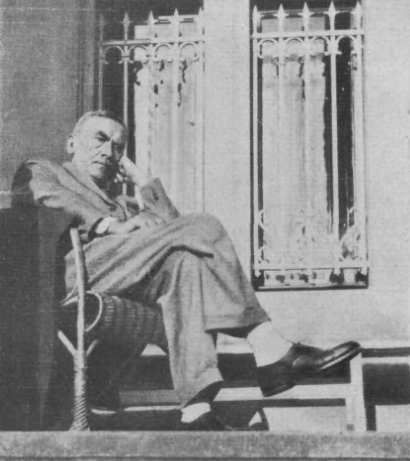
Roman Dmowski w Tłokini pod Kaliszem, 1936 r.

Dmowski był publicystą politycznym i twórcą podstaw ideologii narodowej w Polsce. Cieszył się dużym autorytetem wśród znacznej części społeczeństwa. Jego najsłynniejsze publikacje to m.in.: Myśli nowoczesnego Polaka (1903), Niemcy, Rosja i kwestia polska (1908), Polityka polska i odbudowanie państwa (1925), Przewrót (1934). Przedstawiał w nich własną wizję patriotyzmu opartego na narodowych interesach i realizmie politycznym. Uważał, że Polacy, tak jak inne narody, mają do odegrania własną misję cywilizacyjną. Piętnował wady takie jak bierność, lenistwo, niezdolność do pracy zbiorowej czy niezdyscyplinowanie, widziane przez niego w narodzie polskim.
W pierwszych latach działalności długo był krytyczny wobec chrześcijaństwa, którego normy moralne uważał za sprzeczne z założeniami i potrzebami „zdrowego, narodowego egoizmu”, skłaniał się raczej do podporządkowanego interesom państwa lub narodu na wzór protestantyzmu w wydaniu niemieckim lub angielskim. Później, w publikacji Kościół, naród i państwo (1928) zmienił poglądy i podkreślił znaczącą rolę, jaką odgrywa dla narodu polskiego wiara katolicka i Kościół – „Katolicyzm nie jest dodatkiem do polskości, zabarwieniem jej na pewien sposób, ale tkwi w jej istocie, w znacznym stopniu stanowi jej istotę. Usiłowanie oddzielenia u nas katolicyzmu od polskości, oderwania narodu od religii i Kościoła, jest niszczeniem samej istoty narodu”. Z jego publikacji wywodzi się idea Polski jako „wielkiego państwa katolickiego narodu polskiego”.
Dmowski krytykował w swoich publikacjach masonerię, dla niego Żyd był synonimem wolnomularza i odwrotnie, twierdził też, że Żydzi i wolnomularze są „winni całego zła w sferze życia gospodarczego, społecznego, polityki i moralności”.

### Postawa wobec faszyzmu
Dmowski nie ukrywał także zainteresowania ruchami rodzącymi się w ówczesnej Europie. Wśród nich był zarówno faszyzm, jak i narodowy socjalizm. Uważał, że faszyzm włoski jest bliski ideowo endecji. Było to poglądem wynikającym z upadku polskiego parlamentaryzmu po zamachu majowym, brakiem perspektyw na przywrócenie demokracji i zdelegalizowaniem działalności organizacji ruchu narodowego. W wywiadzie dla Gazety Warszawskiej w 1925 roku stwierdził: „Gdybyśmy byli podobni do dzisiejszych Włoch, gdybyśmy mieli taką organizację jak faszyzm, gdybyśmy wreszcie mieli Mussoliniego, największego niewątpliwie człowieka w dzisiejszej Europie, niczego więcej nie byłoby nam potrzeba”. W lipcu 1926 roku pisał do Enrico Corradiniego, że chce zaprowadzić w Polsce rządy „organizacji typu faszystowskiego”.
Próbował naśladować faszyzm włoski tworząc Obóz Wielkiej Polski. W czerwcu 1931, na zjeździe OWP, zdystansował się od wzorców znanych we Włoszech, stwierdził, że ustrój faszystowski jest pożyteczny, ale jedynie tymczasowo. Stwierdził: „Tworząc Obóz mieliśmy przed oczami faszyzm (...) Dziś można powiedzieć, że system rządów wzorowanych na faszyzmie jest dobry na czas krótki, by od niego przejść do innego”. Uważał, że faszystowskie rozwiązania ustrojowe nie pasują do Polski i mentalności Polaków.
Jego zainteresowanie wyżej wspomnianymi wynikało z faktu, iż postrzegał je jako swego rodzaju ruchy o charakterze narodowym. W przypadku hitleryzmu Dmowski z czasem zaczął odmawiać temu ruchowi miana „narodowego”. W rzeczywistości Dmowski akcentował, że stanowiąca poniekąd o ich istocie dyktatura była raczej przejawem ich słabości niż siły. Wcześniej jednak pozytywnie się o nim wypowiadał. W liście do Karola Waligórskiego z marca 1933 r. pisał o sukcesach NSDAP: „Wczoraj i dziś słońce pięknie świeci, więc zaczynam się rozweselać. Nadto poczciwy Hitler pracuje nad umontowaniem mego dobrego humoru (...)”.

### Dmowski a antysemityzm
Dmowski w swoim pisarstwie, używając terminu „antysemityzm” (względnie „przeciwżydowski”), traktował go jako pojęcie opisowe, a nie deklaratywne. Nie określał się mianem „antysemity” i nie traktował tej postawy jako programu dla Narodowej Demokracji. Problematyka żydowska stanowiła jeden z wielu elementów, jakie były poruszane w środowisku narodowodemokratycznym. Opublikowana przez Dmowskiego w 1909 broszura (Kwestia żydowska. Separatyzm Żydów i jego źródła) stanowiła wzorzec dla późniejszej publicystyki endeckiej. Autor opowiedział się przeciwko asymilacji Żydów, uznając ją za powierzchowną i godzącą w polski interes narodowy.
Dmowski bywa nazywany przez przeciwników twórcą ideologii antysemickiej w Polsce. Widział Żydów jako „podstawę spisku antykatolickiego z udziałem komunistów, socjalistów, liberałów, masonów i protestantów”. Krzysztof Kawalec przytacza opinię Alvina M. Foutaina, że Dmowski nie ulegał tradycji kościelnej („nie interesował się, czy Żydzi zabili Chrystusa, czy nie”). Poglądy o spisku antykatolickim powiązane były z głoszoną przez Dmowskiego tezą „narodowego egoizmu”. A jednocześnie był świadkiem na ślubie prof. Franciszka Bujaka i Żydówki z pochodzenia – Ewy Kramsztyk. Zaangażował się również w pomoc ubogiemu dziecku żydowskiemu, by zdobyło wykształcenie.
Dmowski uważał Żydów za sprzyjających Niemcom wrogów Polski, element niepewny i niepożądany, wobec czego sprzeciwiał się ich asymilacji.
W latach trzydziestych nie sprzeciwiał się radykalizacji młodzieży nacjonalistycznej i prowadzonym przez nią kampaniom antysemickim. Żydów obarczał współwiną za rozbiory polskie.
W 1931 roku napisał i opublikował powieść „Dziedzictwo”. Powieść ta przez krytyków oskarżana jest o antysemityzm.
Jednocześnie, Dmowskiego interesował los Żydów z mniej zamożnych warstw społecznych.

Małomiasteczkowy Żyd w Polsce popada w coraz większą nędzę… Na to biadanie nie zwracano u nas uwagi. Mało kto prasę żydowską czyta, a jeżeli dochodziło ono czasami do uszu polskich, nie robiono sobie z niego wiele, uszy te bowiem nawykły do skarg żydowskich, przeważnie niesłusznych. Tym razem wszakże skargi te mają aż nadto poważną podstawę. Szybkie ubożenie zawsze zresztą ubogiego małomiasteczkowego Żyda w Polsce jest niezbitym faktem.

### Dmowski o konflikcie w SN i ON-R
Dmowski niezwykle sceptycznie odnosił się do konfliktu w Stronnictwie Narodowym pomiędzy „młodymi” a grupą „starszych”. Wyraz swojemu krytycyzmowi w stosunku do młodego pokolenia narodowców, którzy w późniejszym okresie powołali do życia Obóz Narodowo-Radykalny, dał w liście do księdza prałata Józefa Prądzyńskiego. Dmowski pisał, iż chcąc dotrzeć do jak najszerszego audytorium, w agitacji uciekają się do szkalowania go, częstokroć kłamiąc, że on sam opowiada się za ich wizją ruchu narodowego. Choć nie piętnował zachowania przyszłych oenerowców publicznie, ze względu na dobro swojego obozu, zdradził prałatowi, że potępia ich za „głupotę” i „szkodzenie” sprawie narodowej. Ganił ich za brak właściwej formacji i nieumiejętność długofalowego myślenia, za zaistniały stan rzeczy obwiniając także samego siebie.
Dmowski wyrokował, iż działania rozłamowców za sprawą ich „umysłowych” i „politycznych” niedostatków skazane są na niepowodzenie. Artykułował nawet, że zażegnywanie konfliktu nie przyniesie rezultatu, wychodząc z założenia, iż aprobata dla rozwinięcia się sporu w dalszej perspektywie umożliwi definitywne odcięcie się oenerowców od obozu narodowego.

### Dmowski a feminizm
Krytycznie oceniał sufrażyzm i feminizm. Był przeciwnikiem nadania praw wyborczych kobietom, negatywnie oceniał dążenia do emancypacji kobiet. Uważał, że zadaniem kobiety w społeczeństwie jest reprodukcja i wychowanie dzieci. Zmiana tej naturalnej roli kobiety miałaby prowadzić do zakłócenia porządku moralnego. Uważał równouprawnienie kobiet za szkodliwe dla ruchu narodowego i idei Polski narodowej. W ramach endecji działa jednak niezależna Narodowa Organizacja Kobiet, która opowiadała się za równouprawnieniem.

### Kontakty z sowieckimi dyplomatami
Dmowski oraz Narodowi Demokraci byli postrzegani jako potencjalni partnerzy dla sowieckiej dyplomacji (w opozycji do Józefa Piłsudskiego z powodu jego walki przez całe życie przeciwko Rosji). Wynika to z historycznego kontekstu – endecja kierowana przez Dmowskiego była antybrytyjska i antyniemiecka. Doszło nawet do spotkania posła Piotra Wojkowa z Romanem Dmowskim.

## Ordery, odznaczenia i tytuły naukowe
Roman Dmowski generalnie i konsekwentnie odmawiał przyjmowania odznaczeń i wyróżnień. Pierwszą przyjętą przez niego godnością i odznaczeniem w Polsce był dożywotni patronat honorowy korporacji akademickiej „Baltia” na Uniwersytecie Poznańskim 8 grudnia 1921. Tym niemniej był posiadaczem kilku orderów, odznaczeń i tytułów honorowych:
Polskie
- Wielka Wstęga Orderu Odrodzenia Polski (2 maja 1923) „za zasługi, położone około ustalania granic Rzeczypospolitej Polskiej"[149][150][151][152]
- Doctor honoris causa Uniwersytetu Poznańskiego (1923)
- Order Orła Białego (pośmiertnie, 2018) nadany przez Prezydenta RP Andrzeja Dudę 6 listopada 2018 jako wyraz najwyższego szacunku wobec znamienitych zasług poniesionych dla chwały, dobra i pożytku Rzeczypospolitej Polskiej, z okazji Narodowych Obchodów Setnej Rocznicy Odzyskania Niepodległości Rzeczypospolitej Polskiej[153][154]

Zagraniczne
- Wielka Wstęga Orderu Gwiazdy (Rumunia)[150]
- Wielka Wstęga Orderu Oranje-Nassau (Holandia)[150]
- Doctor honoris causa Uniwersytetu w Cambridge (1916)

## Po 1989
Wszystkie jego utwory objęte były w 1951 roku zapisem cenzury w Polsce, podlegały natychmiastowemu wycofaniu z bibliotek. Po upadku komunizmu w Polsce nastąpiło powolne dostrzeganie zasług Dmowskiego dla sprawy polskiej, imieniem powyższego nazwano np. Rondo w Zamościu czy Zielonej Górze, mały Most Dmowskiego we Wrocławiu, a także kilka innych pomniejszych miejsc na terenie całej Polski. W Warszawie powstał także pomnik Romana Dmowskiego staraniem członków Stowarzyszenia Ogólnopolskiego Komitetu Budowy Pomnika Romana Dmowskiego.
Według dra Piotra Okulewicza z Instytutu Historii Uniwersytetu im. Adama Mickiewicza w Poznaniu po 1989 roku na stopień zainteresowania postacią Piłsudskiego nie miały już większego wpływu dawne, sięgające korzeniami okresu międzywojennego podziały i sympatie polityczne. Jako przykład podaje sytuację w Poznaniu, w którym tradycyjnie popularnością cieszyła się endecja, opozycyjna wobec Piłsudskiego. Tymczasem w wieżę zamkową znajdującą się w centrum miasta wmurowano tablicę pamiątkową poświęconą marszałkowi. Zawiązał się także komitet budowy jego pomnika, a imię Piłsudskiego nadano jednej z głównych ulic Nowego Miasta. Tymczasem, dla porównania, Roman Dmowski został tylko patronem ulicy przebiegającej przez osiedla Górczyn i Łazarz w dzielnicy Grunwald.
Za zasługi na rzecz niepodległości oraz za przyczynienie się do rozwoju polskiej świadomości narodowej, Roman Dmowski został 8 stycznia 1999 roku, w 60. rocznicę śmierci uczczony przez Sejm RP jako mąż stanu, specjalną uchwałą. W dokumencie zapisano:

W związku z 60 rocznicą śmierci Romana Dmowskiego Sejm Rzeczypospolitej Polskiej wyraża uznanie dla walki i pracy wielkiego męża stanu na rzecz odbudowania niepodległego Państwa Polskiego i stwierdza, że dobrze przysłużył się Ojczyźnie. W swojej działalności Roman Dmowski kładł nacisk na związek pomiędzy rozwojem Narodu i posiadaniem własnego Państwa, formułując pojęcie narodowego interesu. Oznaczało to zjednoczenie wszystkich ziem dawnej Rzeczypospolitej zamieszkanych przez polską większość, a także podniesienie świadomości narodowej wszystkich warstw i grup społecznych. Stworzył szkołę politycznego realizmu i odpowiedzialności. Jako reprezentant zmartwychwstałej Rzeczypospolitej na konferencji w Wersalu przyczynił się w stopniu decydującym do ukształtowania naszych granic, a zwłaszcza granicy zachodniej.

Szczególna jest rola Romana Dmowskiego w podkreślaniu ścisłego związku katolicyzmu z polskością dla przetrwania Narodu i odbudowania Państwa.

Sejm Rzeczypospolitej Polskiej wyraża uznanie dla wybitnego Polaka Romana Dmowskiego.

25 lipca 2014 roku Sejm RP ponownie uczcił Dmowskiego uchwałą, która związana była z 150. rocznicą urodzin i 75. rocznicą śmierci Romana Dmowskiego.
W lutym 2020 Roman Dmowski został jednym z patronów państwowej instytucji kultury – Instytutu Dziedzictwa Myśli Narodowej im. Romana Dmowskiego i Ignacego Jana Paderewskiego, powołanej przez ministra kultury i dziedzictwa narodowego Piotra Glińskiego.

## Publikacje Dmowskiego
- Nasz patriotyzm (1893)
- Myśli nowoczesnego Polaka (1903)
- Walka z anarchią i Demokracja Narodowa (1906)
- Niemcy, Rosja i kwestia polska (1908)
- Anachronizmy (1909)
- Separatyzm Żydów i jego źródła (1909)
- Upadek myśli konserwatywnej w Polsce (1914)
- Nowe czasy i nowe zagadnienia (1924)
- Polityka polska i odbudowanie państwa (1925)
- O napaści posła Zdziechowskiego (1926)
- Zagadnienie rządu (1927)
- Kościół, naród i państwo (1927)
- Kwestia ukraińska (1930)
- Dziedzictwo pod pseudonimem Kazimierz Wybranowski (1931)
- W połowie drogi pod pseudonimem Kazimierz Wybranowski (1931)
- Świat powojenny i Polska (1931)
- Przewrót (1934)

## Upamiętnienie

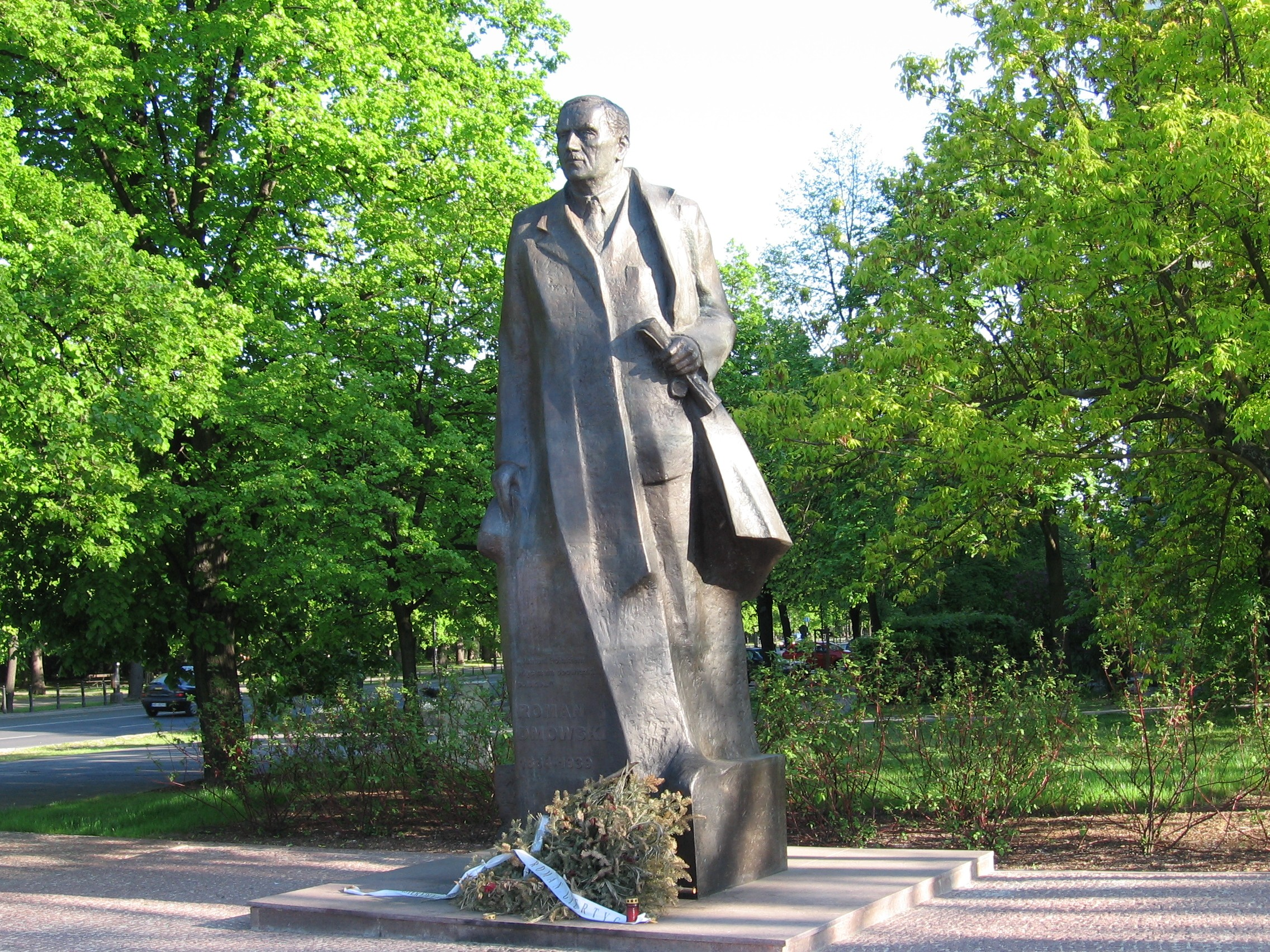
Pomnik Romana Dmowskiego w Warszawie

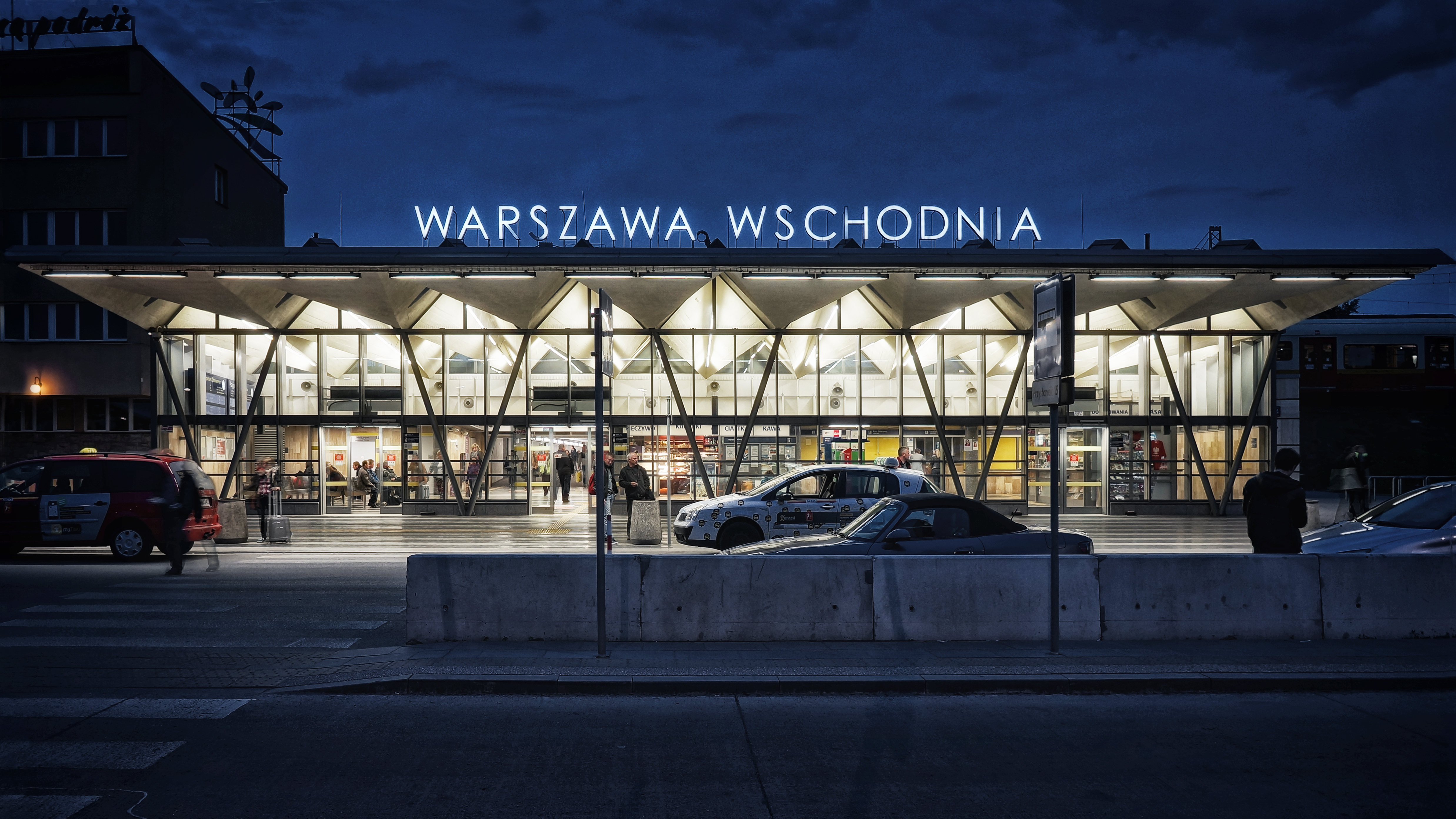
Dworzec Warszawa Wschodnia im. Romana Dmowskiego

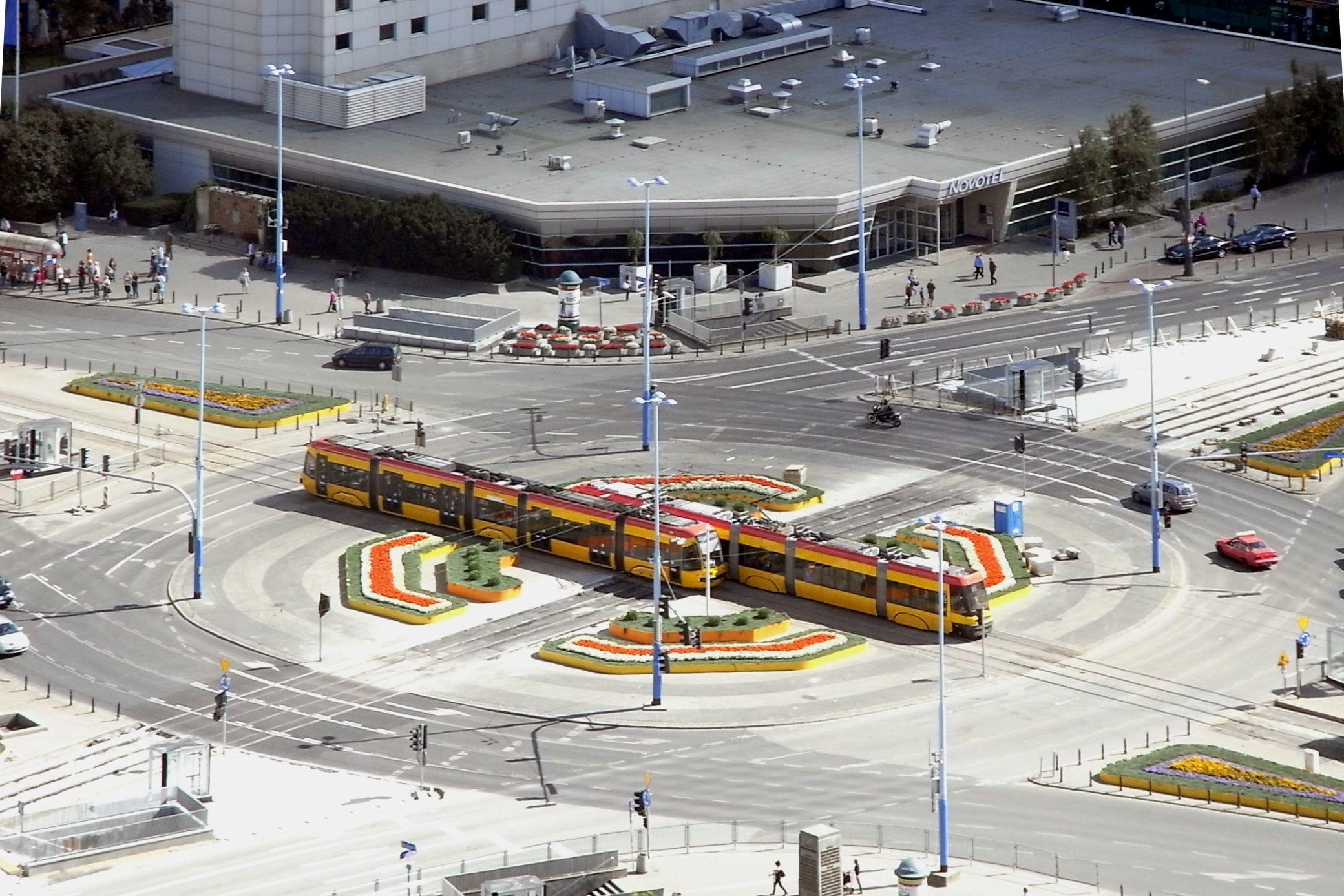
Rondo Romana Dmowskiego w Warszawie

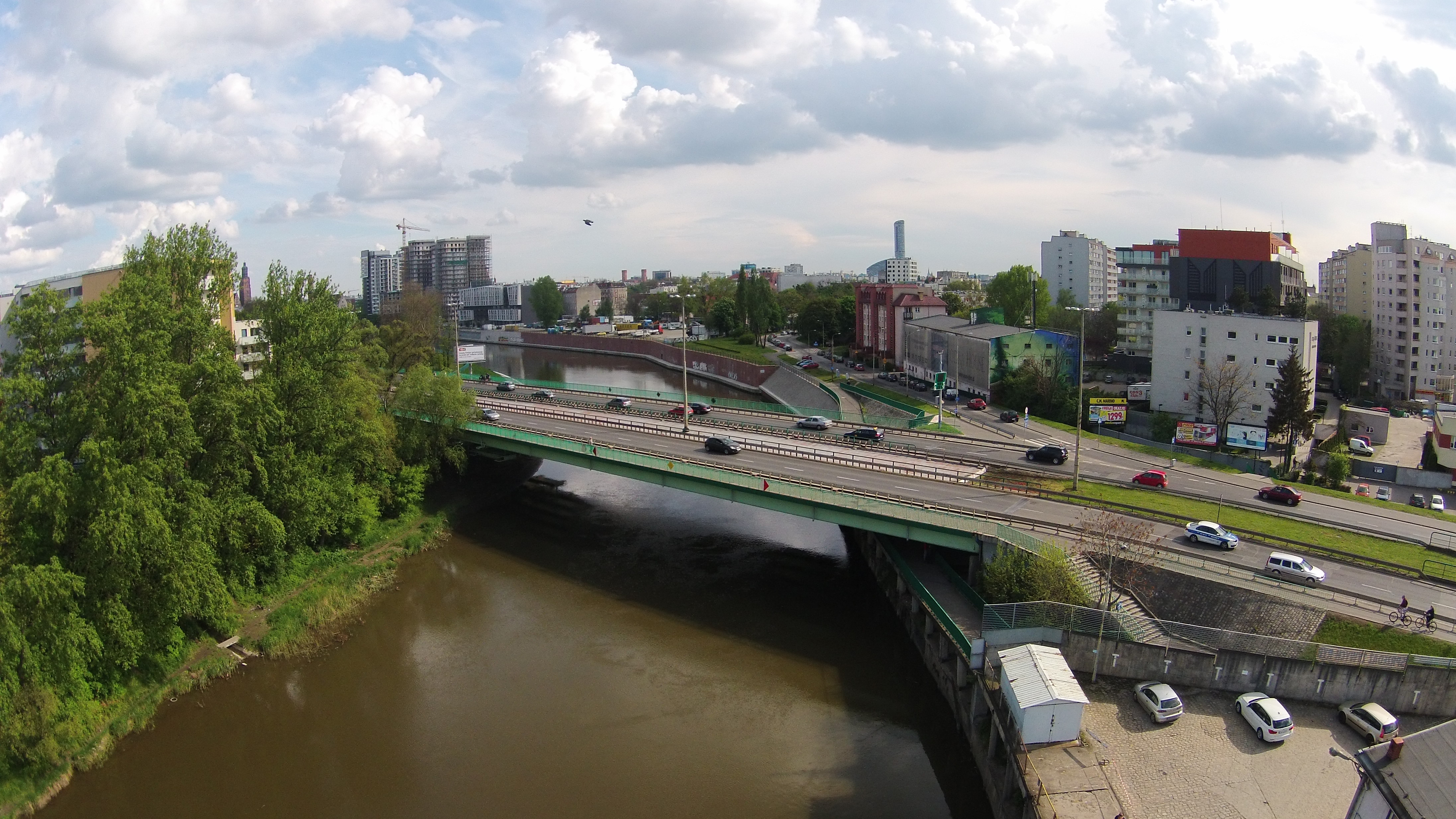
Most Dmowskiego we Wrocławiu

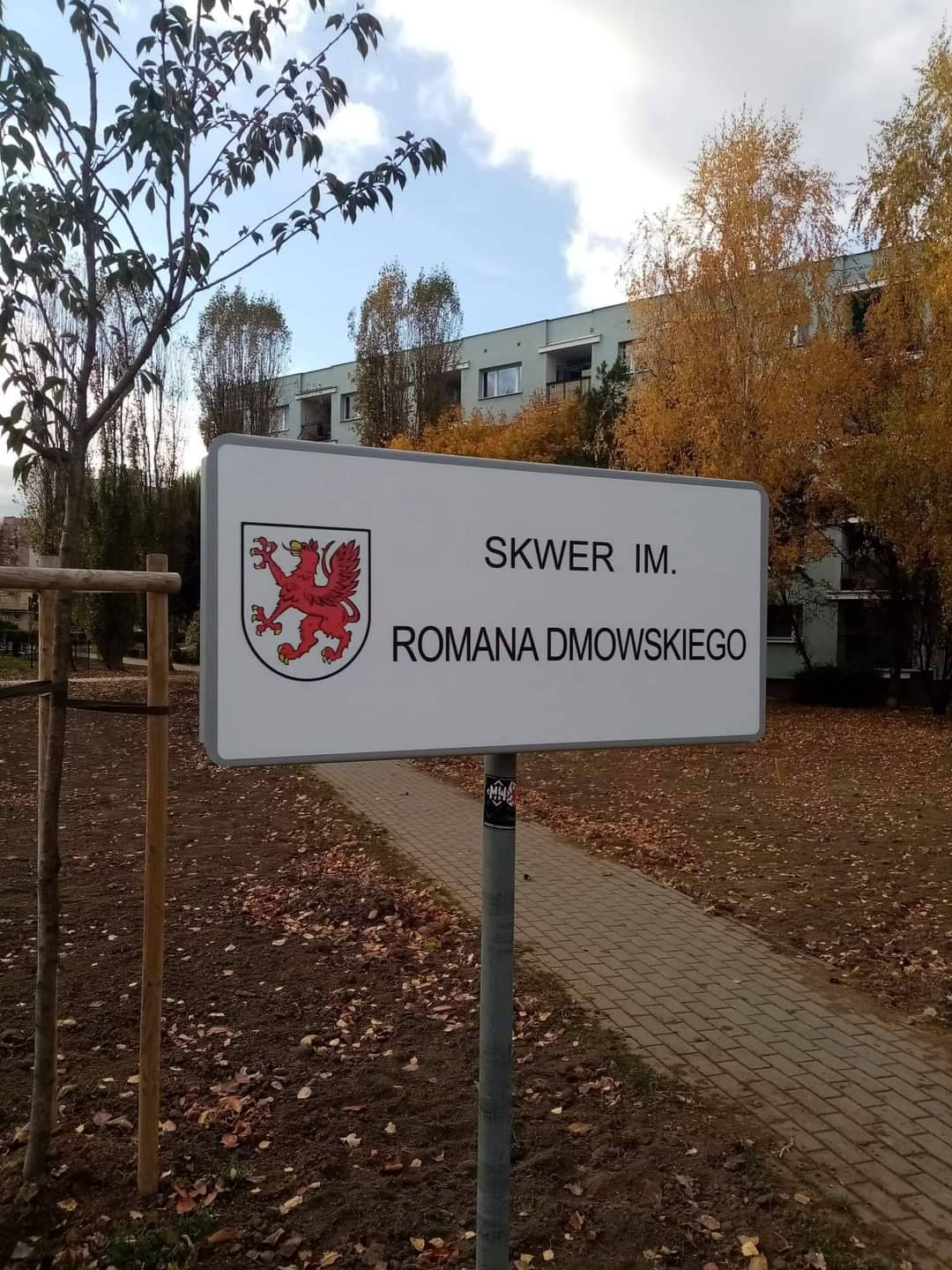
Skwer im. Romana Dmowskiego w Tczewie

- Dworzec Warszawa Wschodnia im. Romana Dmowskiego[161]
- W 1939 została wydana książka autorstwa Feliksa Fikusa pt. Roman Dmowski. 1864–1935[162].
- Pomnik Romana Dmowskiego w Warszawie
- Aleja Romana Dmowskiego w Przemyślu
- Ulice Romana Dmowskiego w: Legnicy, Obornikach, Bielsku-Białej, Gdańsku, Częstochowie, Koszalinie, Piotrkowie Trybunalskim, Łomży, Poznaniu, Stalowej Woli, Wrocławiu, Koninie, Szczecinie[163], Słupsku, Starogardzie Gdańskim, Pelplinie, Krakowie i Bydgoszczy, Nowym Sączu, Kędzierzynie-Koźlu, Sosnowcu, Tarnowie, Tychach oraz w podwarszawskich Markach
- Plac Romana Dmowskiego w: Białymstoku[164], Łodzi
- Ronda Romana Dmowskiego w: Warszawie, Rzeszowie, Lublinie, Zamościu, Chełmie, Białej Podlaskiej, Siedlcach, Zakopanem, Zielonej Górze, Białymstoku, Tomaszowie Mazowieckim, Kętrzynie, Grudziądzu, Ostrołęce, Zambrowie[165]
- Mosty Romana Dmowskiego w Bydgoszczy, Wrocławiu
- Jego wizerunek znajduje się na 13. stronie polskich paszportów wydawanych od 5 listopada 2018 roku[166].
- W 2018 r. Poczta Polska wydała w nakładzie 180 tys. sztuk należący do serii „100. rocznica odzyskania przez Polskę niepodległości” i zaprojektowany przez Marzannę Dąbrowską znaczek pocztowy o nominale 2,60 zł upamiętniający Romana Dmowskiego[167].
- Poświęcono mu dwie monety z serii Stulecie odzyskania przez Polskę niepodległości – srebrną 10-złotową oraz złotą o nominale 100 zł, obie bite stemplem lustrzanym[168].
- Skwer im. Romana Dmowskiego w Tczewie[169]
- W 2023 r. Fundacja Nie Zapomnij O Nas, Powstańcach Warszawskich, przeprowadziła renowację grobu Dmowskiego[170]Pomnik Romana Dmowskiego w Parku Jordana

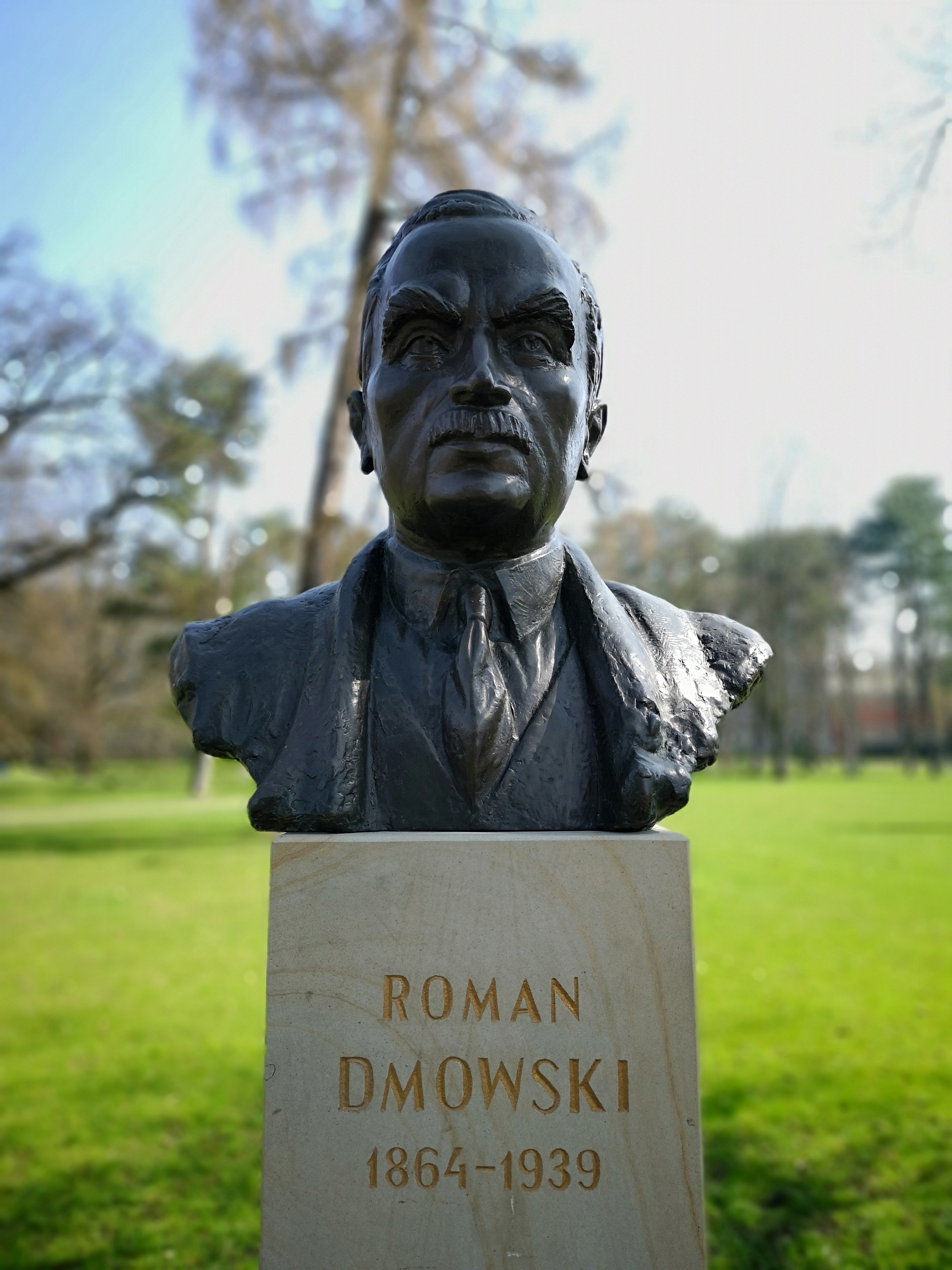
Pomnik Romana Dmowskiego w Parku Jordana

### Tablice upamiętniające
- Bazylika archikatedralna św. Jana Chrzciciela w Warszawie[171]
- Bydgoszcz[172][173]
- Chludowo[174]
- Dąb Niepodległości „Roman Dmowski” w Warszawie[175]
- Drozdowo[176][177]
- Dworzec Warszawa Wschodnia im. Romana Dmowskiego[161]
- Głaz z tablicą pamiątkową na warszawskim Kamionku, nad Jeziorem Kamionkowskim
- Kamienica Marii Paruszewskiej w Poznaniu[178][179]
- Konkatedra Matki Bożej Zwycięskiej w Warszawie[180]
- Kościół Matki Bożej Loretańskiej w Warszawie[181]
- Kościół Najświętszego Imienia Jezus w Łodzi[182][183]
- Kraków[184]
- Lubawa[185]

Wybrane tablica upamiętniające.
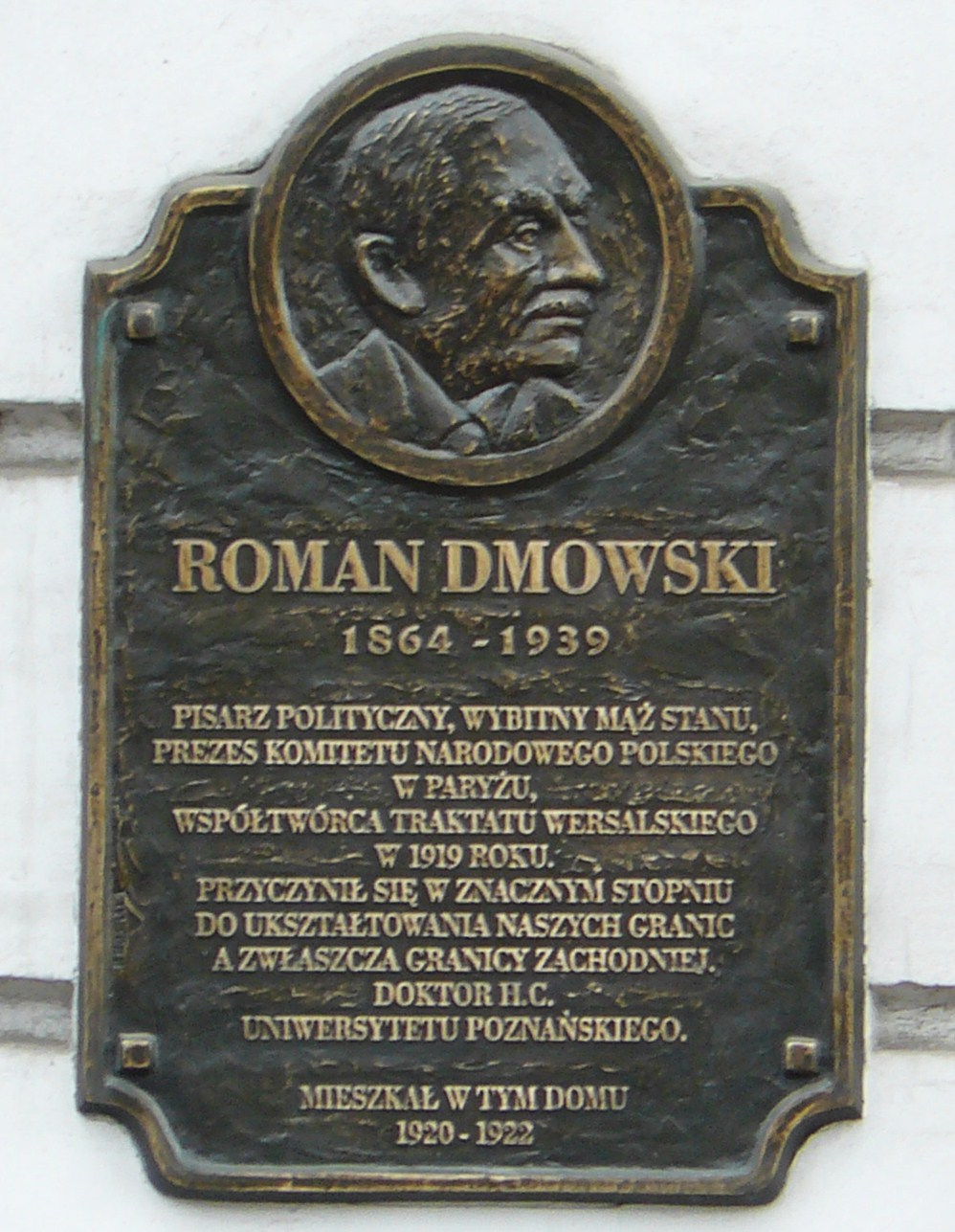
Tablica pamiątkowa na elewacji kamienicy Marii Paruszewskiej w Poznaniu
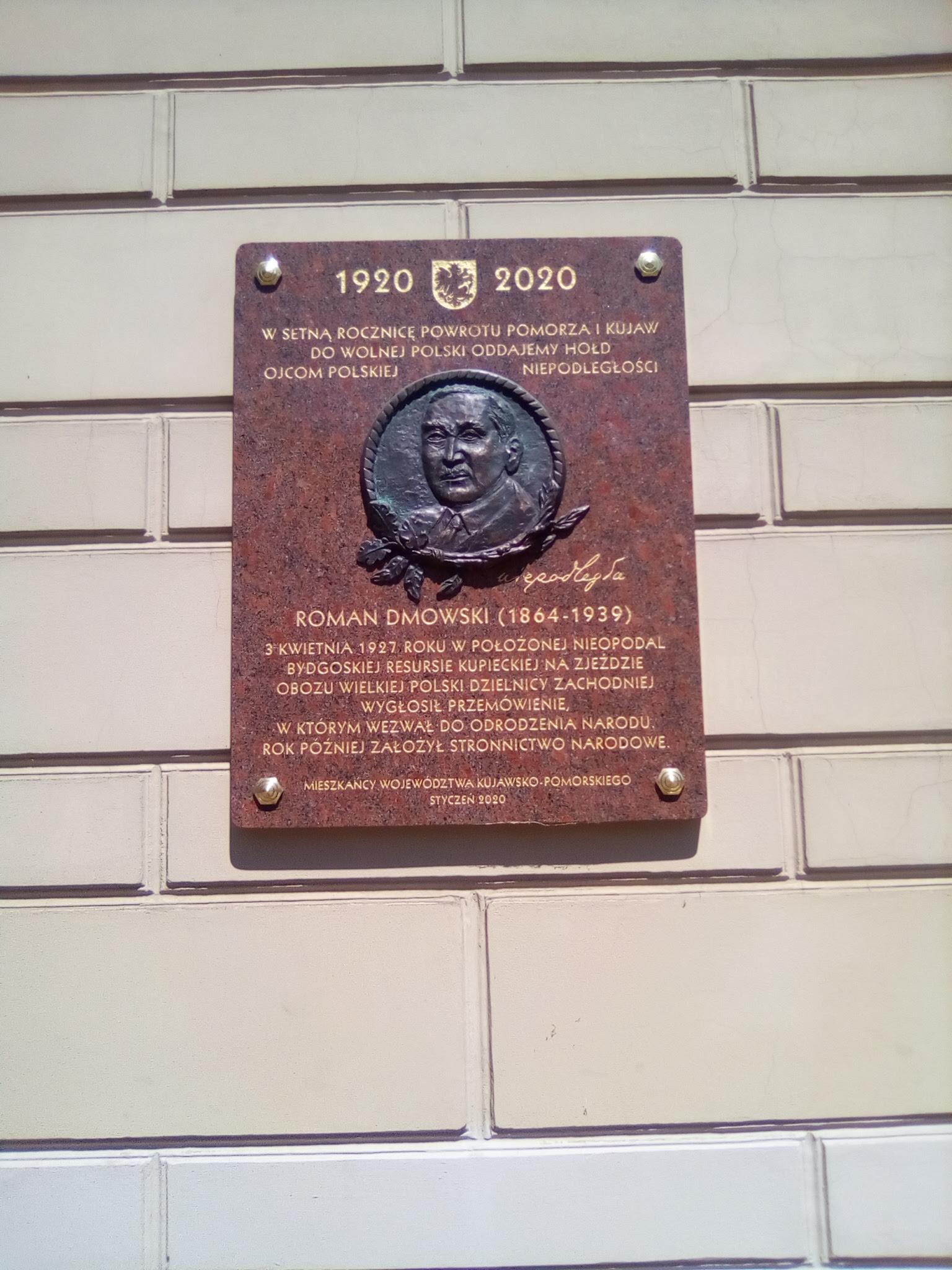
Tablica pamiątkowa w Bydgoszczy
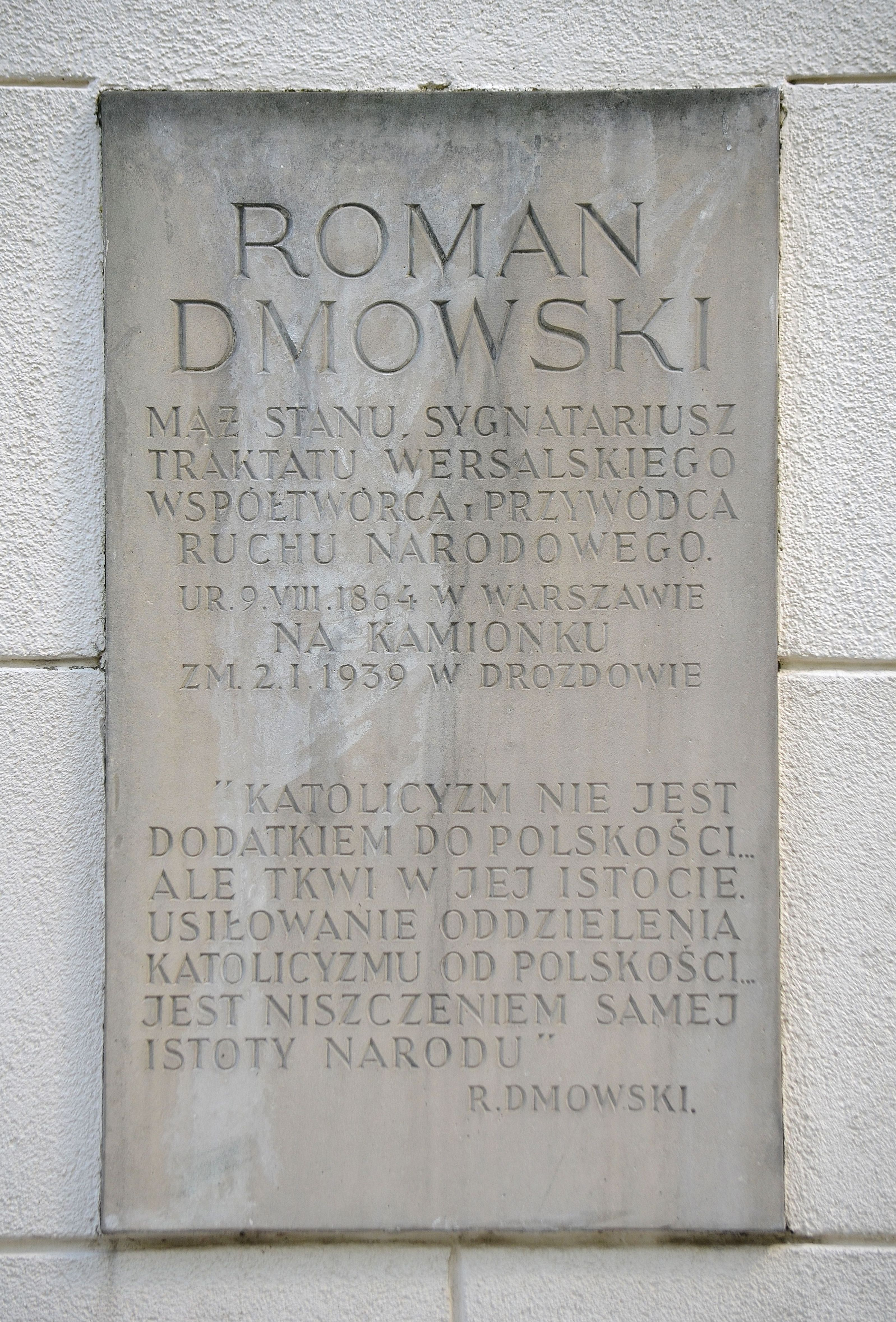
Tablica upamiętniająca Romana Dmowskiego umieszczona na fasadzie konkatedry Matki Bożej Zwycięskiej na Kamionku
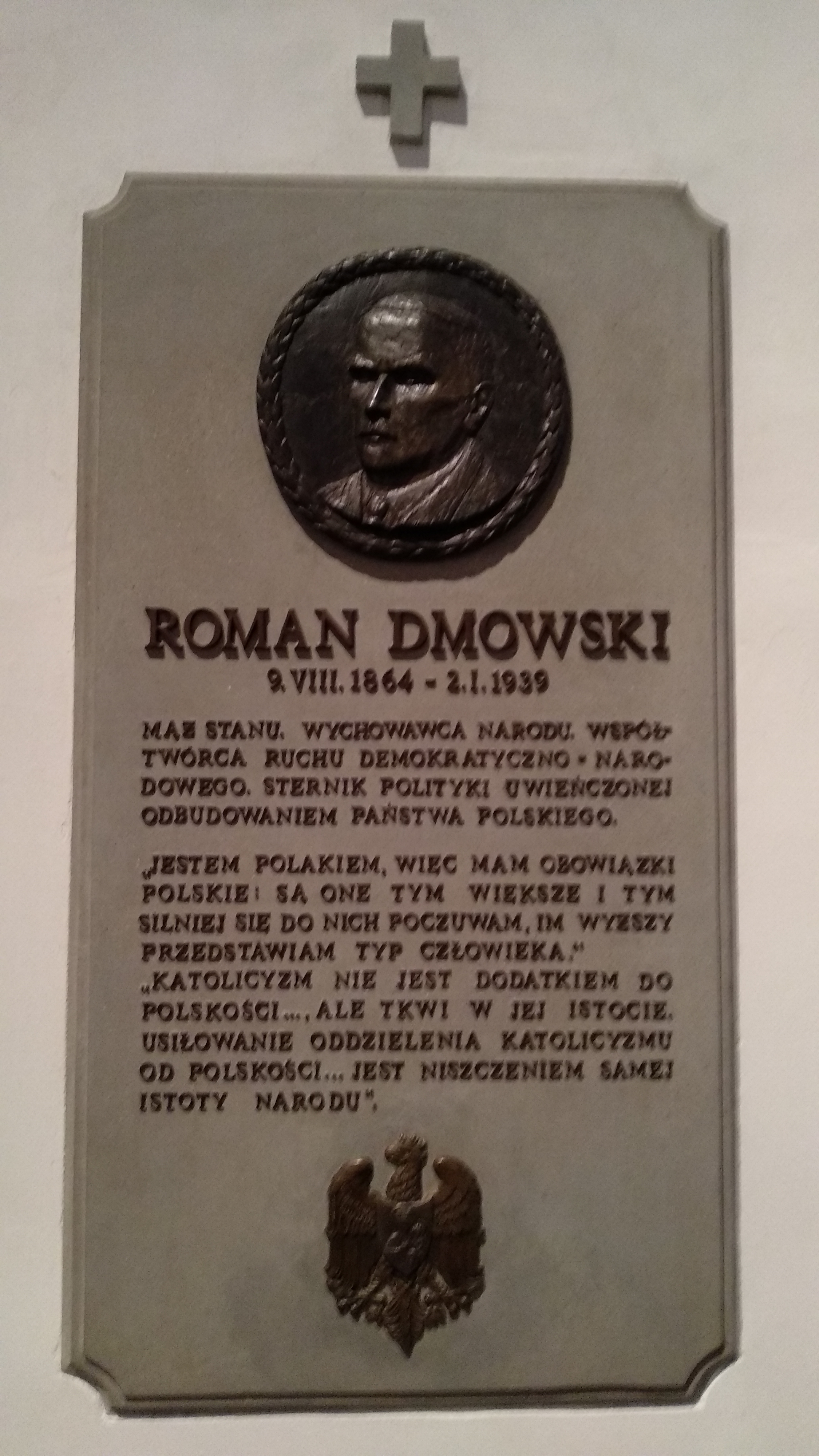
Tablica upamiętniająca w bazylice archikatedralnej św. Jana Chrzciciela w Warszawie
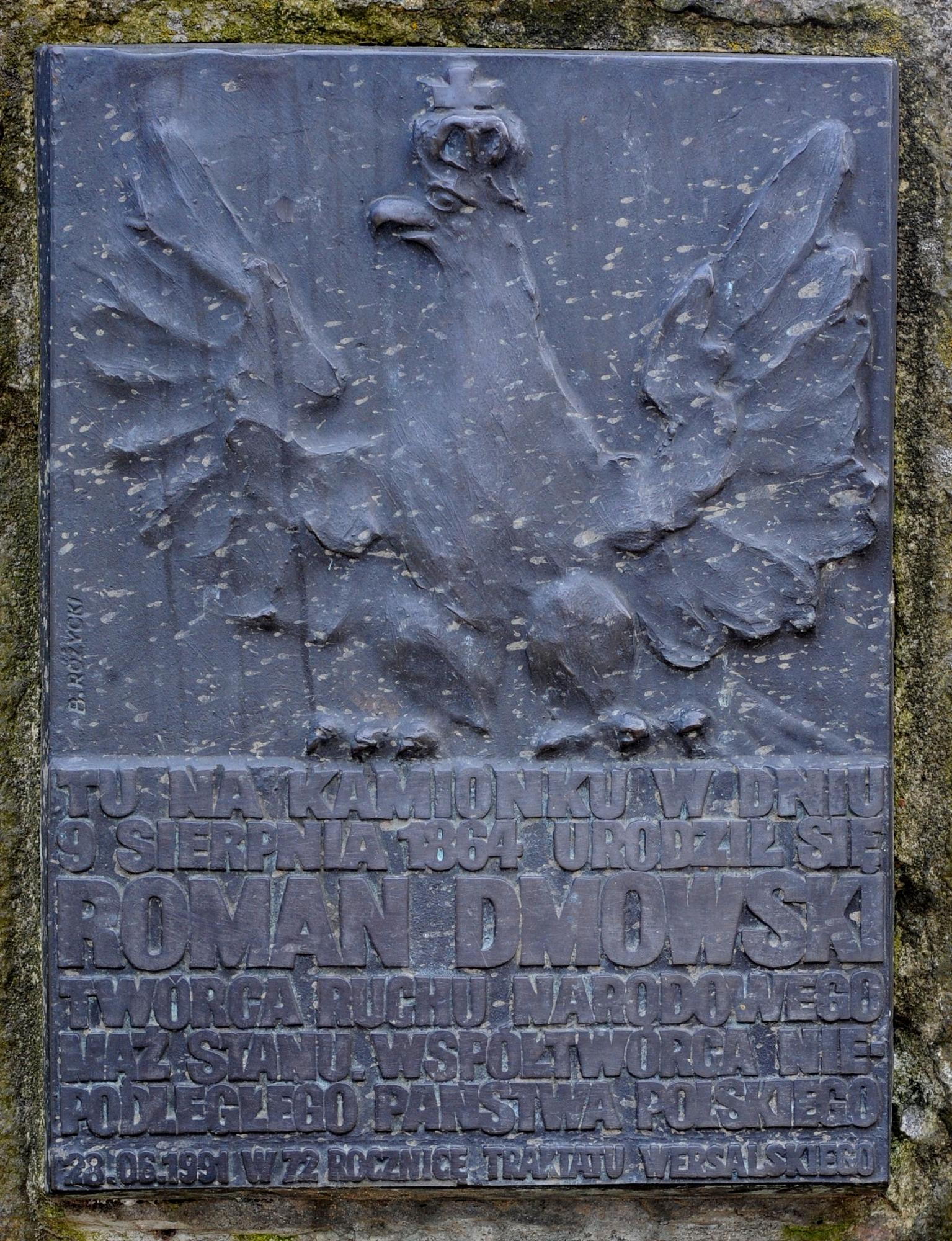
Tablica na warszawskim Kamionku, nad Jeziorem Kamionkowskim

## Obecność w kulturze

### Film
| Rok  | Tytuł                                    | Obsada            | Reżyseria                 |
| 2020 | Ni z tego, ni z owego                    | Dariusz Kowalski  | Maciej Wojtyszko          |
| 2019 | Młody Piłsudski                          | Marek Nędza       | Jarosław Marszewski       |
| 2009 | Roman Dmowski - współtwórca Niepodległej | nd.               | Leszek Myczka             |
| 2001 | Marszałek Piłsudski                      | Wojciech Kostecki | Andrzej Trzos-Rastawiecki |
| 1995 | Roman Dmowski                            | nd.               | Marian Kubera             |
| 1982 | Polonia Restituta                        | Józef Fryźlewicz  | Bohdan Poręba             |